# Revolução
Em ciência política, Revolução (do latim revolutìo, ónis, "ato de revolver") é uma mudança abrupta e duradoura no poder político ou na organização estrutural de uma determinada sociedade, normalmente devido à percepção de incompetência política do grupo dominante, ineficiência da burocracia estatal vigente ou uma circunstância de opressão social e econômica. Distinta da reforma, que compreende mudanças políticas e sociais gradativas, uma revolução pode ser pacífica ou violenta.
Originalmente no século XV, o termo revolutio foi empregado em latim tardio no âmbito da Astronomia, referindo-se à circulação dos corpos celestes. Foi com esse significado que Nicolau Copérnico utilizou o termo em sua obra magna, De revolutionibus orbium coelestium (1543). A partir da Revolução Francesa, o termo passou a ser mais utilizado também no âmbito das ciências humanas para denominar a renovação, mudança ou instauração não apenas de um regime ou governo político, mas de todo conjunto das relações de poder político de uma determinada sociedade.
Sob a perspectiva jurídica, uma revolução é definida como a derrubada, por meios ilegais, da ordem jurídica vigente seguida da instauração de uma nova ordem. Embora atos revolucionários sejam contrários à ordem jurídica, uma revolução excepcionalmente poderá ser legítima, desde que, dentre outros requisitos, decorra do pleno desacordo entre a ordem vigente e à realidade social de uma sociedade e que exista uma clara noção da nova ordem jurídica que deverá ser instaurada.
As primeiras revoluções mais notáveis são comumente identificadas como sendo a Revolução Gloriosa (1688 a 1689), a Revolução Americana (1765 a 1791) e a Revolução Francesa (1789-1799), ocorridas no contexto de oposição ao absolutismo. Exemplos de revoluções mais recentes, ocorridas ao longo do século XX no contexto dos movimentos socialistas e comunistas, foram a Revolução Russa de 1917, a Revolução Chinesa de 1940 e a Revolução Cubana de 1959. Por fim, a Revolução Iraniana de 1979 foi responsável por derrubar o Estado Imperial do Irã e instaurar uma república islâmica.

## Origem
O uso do termo "Revolução" para denominar "movimento de revolta contra um poder estabelecido, e que visa promover mudanças profundas nas instituições políticas, econômicas, culturais e morais". é datada desde 1450. O uso político do termo foi estabelecido em 1688, a fim de designar o evento que substituiu o Rei Jaime II pelo Guilherme III. Este acontecimento foi chamado de Revolução Gloriosa.
Vale dizer que tanto no uso corrente quanto no emprego entre acadêmicos e historiadores, o termo Revolução Inglesa é usado como sinônimo de Revolução Gloriosa, embora uma corrente minoritária entre determinados historiadores marxistas faça uso destes termos para designar períodos distintos da mesma revolução.

## Abordagens
As chamadas três grandes revoluções, Gloriosa, Americana e Francesa, emergiram, cada qual em seu contexto, a partir de lutas contra o absolutismo, contribuindo, assim, para a criação futura do Estado Democrático de Direito. De acordo com o jurista e acadêmico Dalmo Dallari:
O primeiro desses movimentos foi o que muitos denominam de Revolução Inglesa, fortemente influenciada por John Locke e que teve sua expressão mais significativa no Bill of Rights, de 1689; o segundo foi a Revolução Americana, cujos princípios foram expressos na Declaração de Independência das treze colônias americanas, em 1776; e o terceiro foi a Revolução Francesa, que teve sobre os demais a virtude de dar universalidade aos seus princípios, os quais foram expressos na Declaração dos Direitos do Homem e do Cidadão, de 1789, sendo evidente nesta a influência direta de Rousseau.
Contudo, revoluções tem ocorrido durante a História da humanidade e variam muito em termos de métodos, duração e motivação ideológica. Podem dar-se por formas pacíficas ou violentas. Seus resultados incluem grandes mudanças na cultura, economia, e drástica mudança das instituições e ideários sócio-políticos.[carece de fontes?]
Durante a Antiguidade, por exemplo, Aristóteles havia adotado o termo "revolução" (por vezes traduzido como "sedição") para nomear a modificação ou substituição completa de uma constituição por outra. Vale dizer que, na Grécia Antiga o conceito de “constituição” dizia respeito ao "modo de vida do corpo cidadão" de uma cidade-estado, compreendendo os costumes, regras e leis daquele local, não se confundindo, portanto, com as Constituições atuais que designam regras jurídicas fundamentais positivadas e que foram iniciadas pela Constituição do Estado de Virgínia, em 1776.

## Revoluções políticas e socioeconômicas
Em ciência política o termo é empregado para designar uma alteração em instituição sócio-política.
Jeff Goodwin dá duas definições de uma revolução. Um amplo, em que a revolução é: 
 e um estreito, no qual: 

A queda da bastilha.

Jack Goldstone define-os como: 

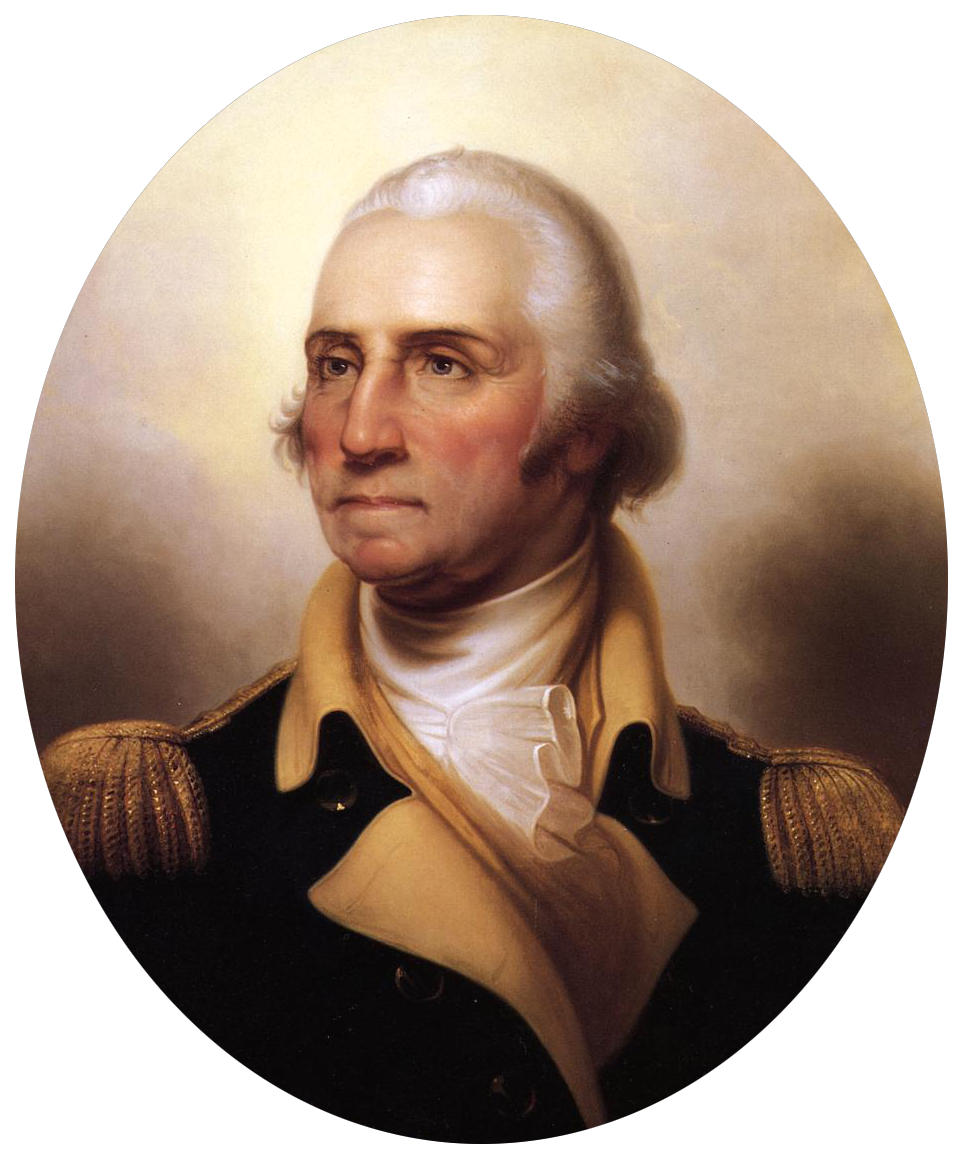
George Washington, líder da Revolução Americana.

Revoluções políticas e socioeconômicas foram estudadas em muitas ciências sociais, em especial sociologia, ciência política e história. Entre os principais estudiosos nessa área são: Crane Brinton, Charles Brockett, Farideh Farhi, John Foran, John Mason Hart, Samuel Huntington, Jack Goldstone, Jeff Goodwin, Ted Roberts Gurr, Fred Halliday, Chalmers Johnson, Tim McDaniel, Barrington Moore, Jeffery Paige, Vilfredo Pareto, Terence Ranger, Eugen Rosenstock-Huessy, Theda Skocpol, James Scott, Eric Selbin, Charles Tilly, Ellen Kay Trimbringer, Carlos Vistas, John Walton, Timothy Wickham-Crowley e Eric Wolf.
Jack Goldstone diferencia quatro "gerações" de pesquisa acadêmica que lidam com revoluções. Estudiosos da primeira geração, tais como Gustave Le Bon, Charles A. Ellwood ou Pitirim Sorokin, foram principalmente na sua abordagem descritiva, e suas explicações dos fenômenos das revoluções era normalmente relacionada a psicologia social, tais como teoria de Le Bon para as psicologia das multidões. Teóricos da segunda geração procuraram desenvolver detalhadas teorias do porquê e quando surgem as revoluções, fundamentadas nas mais complexas teorias de comportamento social. Eles podem ser divididos em três abordagens principais: o psicológico, sociológico e político.
Os trabalhos de Ted R. Gurr, Ivo K. Feierbrand, Rosalind L. Feierbrand, James A. Geschwender, David C. Schwartz e Denton E. Morrison encaixam-se na primeira categoria. Eles seguiram as teorias de psicologia cognitiva e teoria da frustração-agressão e viu a causa da revolução, no estado de espírito das massas, e enquanto elas variaram em sua abordagem sobre o que exatamente causou o povo à revolta (modernização, recessão ou discriminação), eles concordaram que a principal causa para a revolução foi a frustração generalizada com a situação sócio-política.

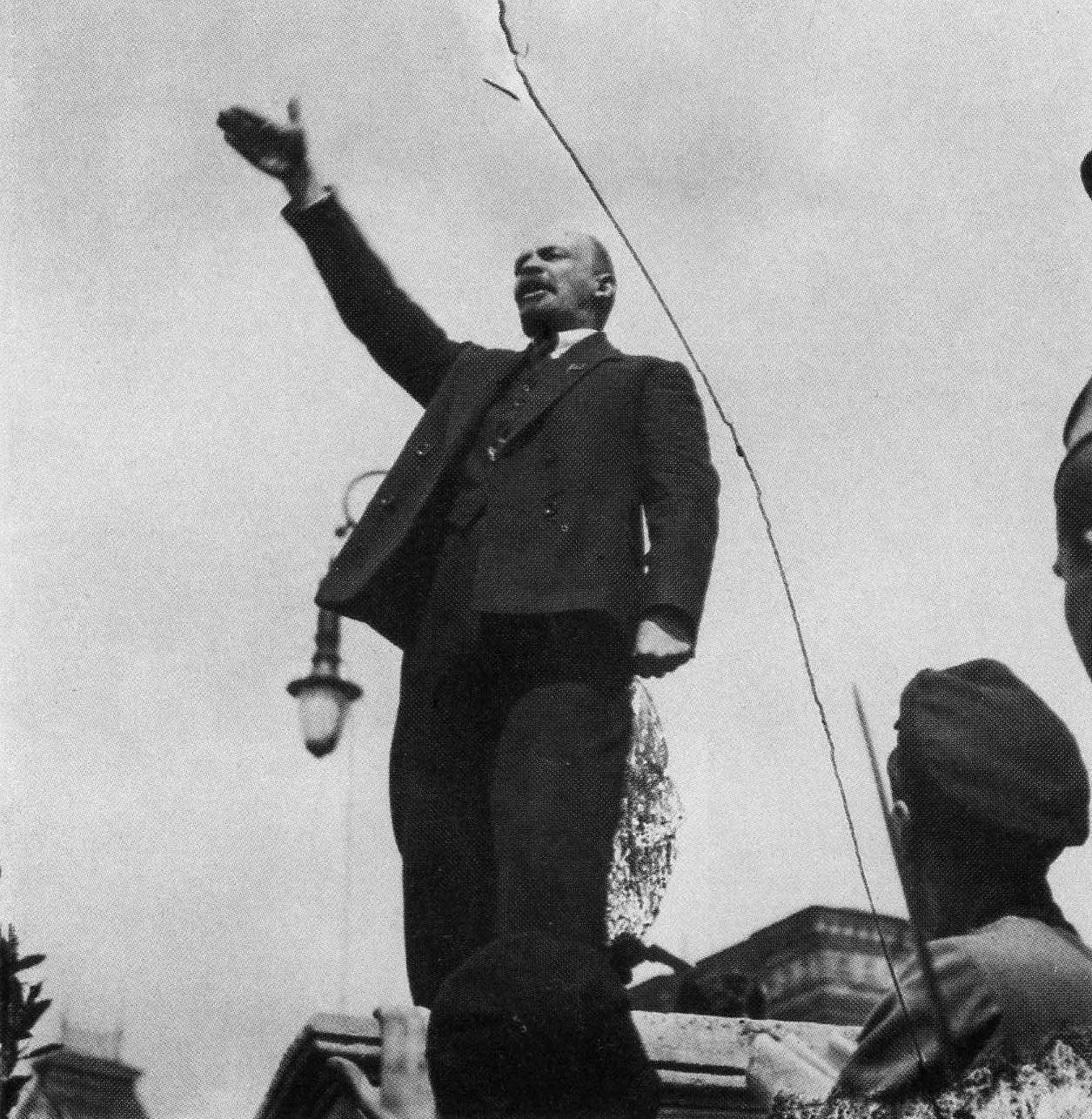
Vladimir Ulianov ou Lenin, líder da Revolução Bolchevique

O segundo grupo, composto por acadêmicos, como Chalmers Johnson, Neil Smelser, Bob Jessop, Mark Hart, Edward A. Tiryakian, Mark Hagopian, seguiu os passos de Talcott Parsons e a teoria estrutural-funcionalista em sociologia, viram a sociedade como um sistema em equilíbrio entre vários recursos, exigências e subsistemas (político, cultural, etc). Tal como na escola psicológica, eles diferem em suas definições sobre o que provoca desequilíbrio, mas concordou que é um estado de desequilíbrio grave, que é responsável por revoluções.
Finalmente, o terceiro grupo, que incluía escritores como Charles Tilly, Samuel P. Huntington, Peter Ammann e Arthur L. Stinchcombe seguiu o caminho de ciências políticas e olhou para teoria pluralista e a teoria dos conflitos de interesse dos grupos. Essas teorias veem os acontecimentos como resultados de uma luta de poder entre concorrentes grupo de interesses. Neste modelo, a revolução aconteceu quando dois ou mais grupos não podem chegar a um acordo dentro de uma decisão normal de fazer o processo tradicional de um determinado sistema político e, simultaneamente, tem recursos suficientes para empregar força em perseguir seus objetivos.

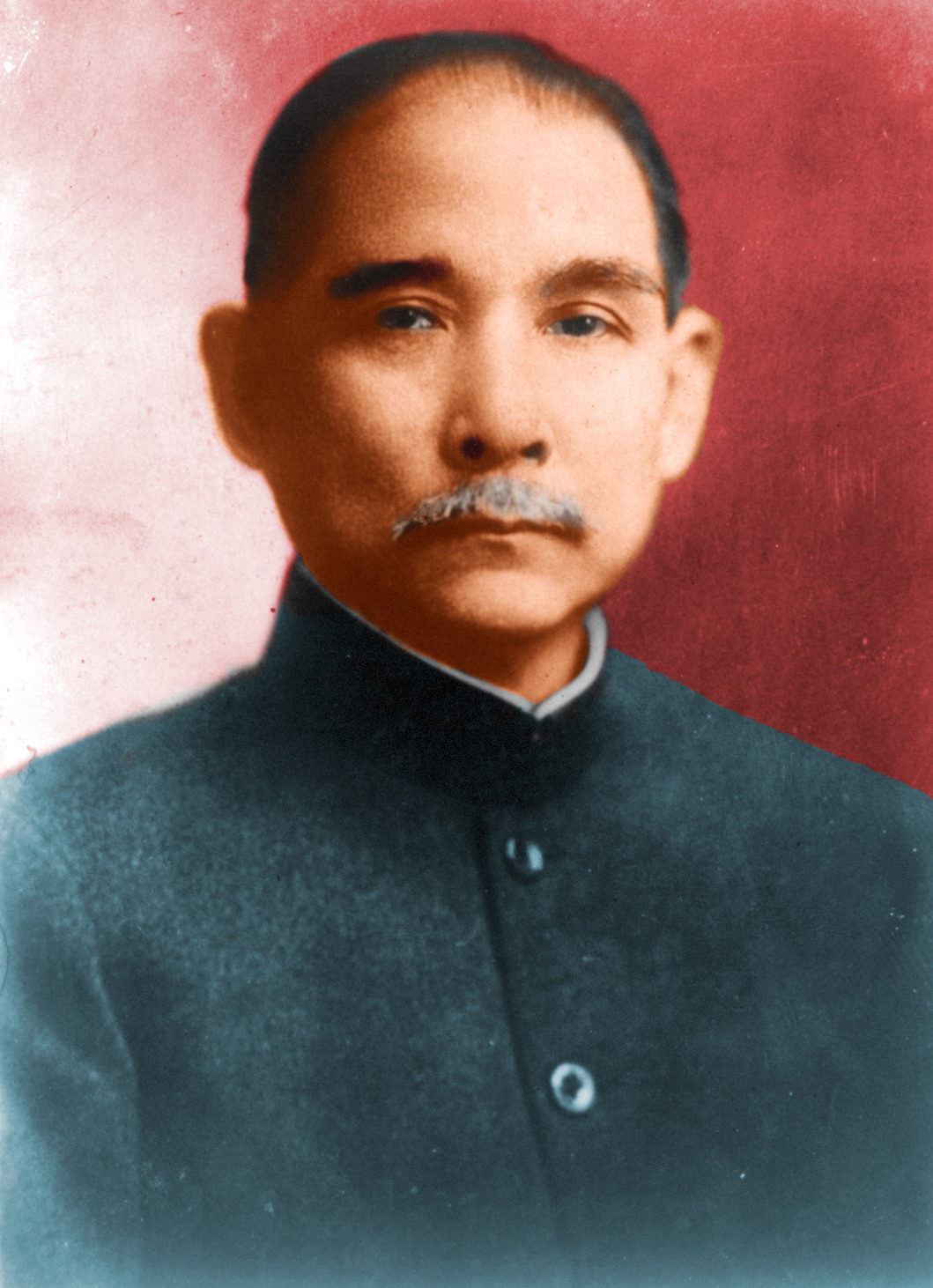
Sun Yat-sen, líder da Revolução Xinhai chinesa em 1911.

Os teóricos da segunda geração viram o desenvolvimento da revolução como um processo de duas etapas: primeiro, a mudança resulta na situação atual que é diferente do passado, em segundo lugar, a nova situação cria uma oportunidade para uma revolução a ocorrer. Nessa situação, um evento que, no passado, não seria suficiente para causar uma revolução (ex. uma guerra, um protesto, um má colheita), agora é suficiente - no entanto, se as autoridades estão conscientes do perigo, eles ainda podem impedir uma revolução (através de reforma ou repressão).
Muitos desses primeiros estudos das revoluções tendem a concentrar-se em quatro casos clássicos - exemplos famosos e incontroversos que se encaixem em praticamente todas as definições de revoluções, como a Revolução Gloriosa (1688), a Revolução Francesa (1789-1799), a Revolução Russa (1917) e a Guerra Civil Chinesa (1927-1949). No seu famoso "The Anatomy of Revolution" (A Anatomia da Revolução), porém, o eminente historiador de Harvard, Crane Brinton, centrou-se na Guerra Civil Inglesa, a Revolução Americana, a Revolução Francesa e a Revolução Russa.
Com o tempo, os estudiosos começaram a analisar centenas de outros eventos como revoluções e revoltas, e as diferenças de definições e abordagens deu origem a novas definições e explicações. As teorias de segunda geração têm sido criticados por sua extensão geográfica limitada, dificuldade de empírica verificação, bem como que, embora possam explicar algumas revoluções particular, eles não explicam por que as revoluções não ocorrem em outras sociedades em muito situações semelhantes.
A crítica da segunda geração, levou ao surgimento de uma terceira geração de teorias, com escritores como Theda Skocpol, Barrington Moore, Jeffrey Paige e outros em expansão na antiga marxista e o conflito de classes, voltando sua atenção para os conflitos agrários-rurais do Estado, os conflitos do Estado com elite autônoma e do seu impacto na competição econômica e militar na doméstica mudança política. Particularmente o Estados e Revoluções Sociais de Skocpol se tornou um dos trabalhos mais reconhecidos da terceira geração; a revolução era definida como "rápida, com transformações básicas no estado da sociedade e nas estruturas de classe ... acompanhada e em parte realizado por base de revoltas da classe baixa", atribuindo as revoluções de uma conjunção de múltiplos conflitos envolvendo Estado, as elites e as classes mais baixas.

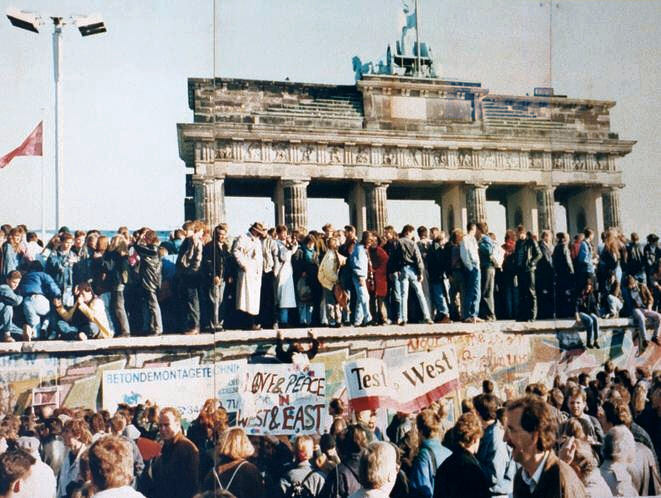
Os eventos envolvendo a queda do Muro do Berlim

A partir da década de 1980, um novo corpo de trabalhos acadêmicos começaram a questionar o domínio das teorias da terceira geração. As velhas teorias também foram um golpe significativo de novos acontecimentos revolucionários que não poderiam ser facilmente explicar por eles. A Revolução Iraniana e a Revolução Sandinista de 1979, a Revolução Filipina de 1986 e o Outono das Nações de 1989 na Europa, viu-se várias alianças de muitas classes derrubarem regimes aparentemente sólidos por meio de manifestações populares e greve de massas em revoluções não violentas. Definindo revoluções como na sua maioria europeias, com violência contra pessoas e a luta de classes já não era suficiente. O estudo das revoluções, assim, evoluiu em três direções, por um lado, alguns pesquisadores estavam aplicando anterior ou atualizado teorias estruturalistas de revoluções além dos eventos analisados anteriormente, sendo que os conflitos eram na sua maioria europeus. Em segundo lugar, os estudiosos apelaram a uma maior atenção consciente da agência sob a forma de ideologia e cultura na configuração mobilização revolucionária e objetivos. Terceiro, os analistas de ambas as revoluções e movimentos sociais perceberam que esses fenômenos têm muito em comum, e na literatura uma nova "quarta" geração na política controversa desenvolveram o que tenta combinar ideias a partir do estudo de movimentos sociais e revoluções na esperança de compreender ambos os fenômenos.
Autores conservadores (dentre os quais alguns ex militantes da esquerda política) como o líder católico e contrarrevolucionário Plínio Correia de Oliveira, tornaram-se críticos severos dos movimentos revolucionário do Século XX. Segundo Plínio, os movimentos revolucionários contemporâneos, por meio de suas filosofias e linhas de ação, têm causado prejuízos materiais, culturais, morais, intelectuais e espirituais para a humanidade.
Enquanto revoluções englobam eventos que vão desde as revoluções relativamente pacíficas que puseram fim aos regimes comunistas à violenta revolução islâmica no Afeganistão, que excluem golpes de Estado, guerra civil, revoltas e rebeliões que não fazem nenhum esforço para transformar as instituições ou a justificação da autoridade (como Józef Piłsudski no golpe de 28 de Maio de 1926 ou a Guerra Civil Americana), bem como a transição pacífica para a democracia através de arranjos institucionais, tais como plebiscitos e eleições livres, como na Espanha após a morte de Francisco Franco.

## Tipos
Há muitas diferentes tipologias de revoluções na ciência social e literatura. O cientista e filósofo político Alexis de Tocqueville, por exemplo, distinguiu entre:
1. Revoluções políticas;
2. Revoluções súbitas e violentas, que procuram não só para estabelecer um novo sistema político, mas para transformar uma sociedade inteira e;
3. Lentas, mas profundas transformações de toda a sociedade que leva várias gerações para realizar (ex: religião).[28]

Um dos vários diferentes tipologias marxistas dividem revoluções em pré-capitalista, burguês primitivo, burguês, democrático burguesa, as revoluções proletárias primitivas, e socialistas. O acadêmico Charles Tilly fez a distinção entre um golpe, uma disputa pela tomada do poder, uma guerra civil, uma revolta e uma revolução "grande" (revoluções que transformam estruturas econômicas e sociais, bem como instituições políticas, tais como a Revolução Francesa de 1789, Revolução Russa de 1917, ou Revolução Islâmica, do Irã). Outros tipos de revolução, criados para outras tipologias, incluem a revolução social; revolução proletária ou revolução comunista inspirada pelas ideias do marxismo, que visa substituir o capitalismo com o comunismo); falhas ou revoluções abortadas (revoluções que não conseguem assegurar o poder depois de vitórias temporárias ou mobilização em larga escala) ou violentos contra a revoluções não violentas.
O termo "revolução" também tem sido usada para denotar grandes mudanças fora da esfera política. Tais revoluções são geralmente reconhecidos como tendo transformado em sociedade, cultura, filosofia e tecnologia muito mais do que sistemas políticos; são também conhecidas como revolução sociais. Alguns podem ser globais, enquanto outras se limitam a um único país. Um dos exemplos clássicos do uso da palavra "revolução" é o contexto da Revolução Industrial (note que as revoluções, como também se encaixa com a revolução "lenta", definição de Tocqueville).

## Cronologia e Classificação

### Revoluções liberais ou burguesas
| Adjetivo com o qual é conhecida                       | Período                          | Breve descrição (para uma maior precisão veja o artigo principal) |
| ----------------------------------------------------- | -------------------------------- | --- |
| Revoluções liberais                                   |                                  | |
| Revolução Burguesa                                    |                                  | Muitas vezes chamado assim, porque eles ideologicamente baseado no liberalismo e socialmente imaginamos a ascensão das burguesias como uma nova classe dominante na Europa e América. As revoluções se deram em motins urbanos na Europa Ocidental, na Idade Média, foi feito na ocasião pela historiografia, embora geralmente o termo é aplicado ao próprio processo mais articulado, extenso e bem sucedidas que ocorreram após a Idade Moderna. |
| Restauração da Independência                          | 1640                             | No dia 1 de Dezembro de 1640, um grupo de conjurados restaurou a independência portuguesa, há muito retirada pelo regime espanhol prendem-do a duquesa de Mântua, dando ordem às suas tropas para se renderem e matando Miguel de Vasconcelos. Após esta revolução seguiu-se um longo período de guerra entre Portugal e Espanha. |
| dos Países Baixos                                     | 1568-1648                        | No contexto da Reforma protestante há uma rebelião (revolta na Flandres) das cidades comerciais e artesanais contra o Monarquia espanhola por Felipe II, cuja repressão levou à Guerra dos Oitenta Anos e independência das Províncias Unidas liderada por Holanda. |
| Inglesa                                               | 1642-63                          | Conflito generalizado entre Parlamento e o rei inglês. Morte de Carlos I de Inglaterra e a formação da Commonwealth (República), sob um Lorde Protetor (Oliver Cromwell), com predominância ideológica dos puritanos. |
| Inglesa: Gloriosa                                     | 1688-89                          | James II de Inglaterra é deposto. Haverá um monarquia constitucional, cujo governo inglês é responsável perante o Parlamento britânico, alternadamente nas mãos do partido Whig (Liberal) e Tory (conservador). Domínio religioso do Anglicanismo. John Locke fornece os fundamentos teóricos da liberalismo. |
| Revoluções do Atlântico                               | 1776-1824                        | Ciclo das revoluções liberais durante a Idade Moderna. Compreendem os processos de independência nas Américas e do processo revolucionário na França, Espanha e Portugal. |
| Haitiana                                              | 1791-1804                        | Período de conflitos violentos na colônia francesa de Saint-Domingue, levando à abolição da escravidão e o estabelecimento do Haiti como a primeira república governada por pessoas de ascendência africana. Apesar de centenas de rebeliões ocorreram no Novo Mundo durante os séculos de escravidão, apenas a revolta de São Domingos, que começou em 1791, foi bem sucedido em conseguir a liberdade definitiva. A Revolução Haitiana é considerada como um momento decisivo na história dos africanos no novo mundo. |
| Guerra da Independência dos Estados Unidos da América | 1776                             | Processo de independência das Treze Colônias contra Inglaterra (apoiado internacionalmente pela França e Espanha), com a criação dos states e tendo o primeiro Constituição escrita, que é federal em uma república comum com separação de poder entre um forte Presidente (George Washington), um Congresso bicameral e judiciário independente. Seu exemplo e documentos legais (Declaração da Independência Americana, Constituição, devido em grande parte de Thomas Jefferson), inspirado pela Ilustração através de algumas práticas europeias e americanas nativas, teve grande significado. |
| Francesa                                              | 1789-99                          | Ideologia da Ilustração (Montesquieu, Voltaire, Rousseau, a Enciclopédia), no contexto da crise do Antigo Regime gerada por problemas sociais, políticos e econômicos, que está desacreditada e não é capaz de dar ao luxo de perder o apoio dos privilegiados (Convoca os Estados Gerais). A burguesia, identificado com a ideia de nação (Sieyès), dirigentes institucionais lideram (Assembleia Nacional Francesa, girondinos, jacobinos) uma revolução que é aprofundada pelas classes trabalhadoras urbanas (sans-culottes) e o campesinato (queima de chateaus, a supressão de direitos senhoriais). A resistência e as guerras das monarquias europeias levam a Terror e da expansão internacional da revolução e a forma de República (1792) e, posteriormente, para a renovação de todo o processo a partir do período de Napoleão Bonaparte (até 1815). As fases de desenvolvimento da Revolução Francesa (da fase privilegiada, moderada, fase de reação radical e tradução de poder pessoal) historiograficamente tomado como um modelo que explica as revoluções subsequentes. |
| Independência da América Espanhola                    | 1808-24                          | Se produzem pronunciamentos (gritos independentistas) ao longo de toda a América Espanhola no contexto da Guerra de Independência Espanhola. Os criollos (politicamente inspirado pelo exemplo estadunidense e apoiado internacionalmente pela Inglaterra) lideraram um processo de independência do Império Espanhol, que é reprimida no início da intervenção militar, levando a guerras a grande escala na América do Sul, que incluem libertadores como Simón Bolívar e José de San Martín como na Batalha de Ayacucho (1824). Por outro lado, há o Independência do México e América Central, e que vai muito além do que os Antilhas Espanholas. |
| Independência da América Espanhola: de maio           | 1810-20                          | Independência da Argentina (de facto em 1810 e de direito em 1816). |
| Independência da América Espanhola: Oriental          | 1811 - 1820                      | Independência do Uruguai. De uma revolução liberal no início, no seu auge, questionou-se a propriedade privada (reforma agrária e econômica iniciada por José Artigas: o infeliz será a mais privilegiado). |
| de 1820                                               | 1820                             | Ciclo revolucionário denominado mediterrâneo que começa na Espanha e se estende pelo sul de Europa (Portugal, Italia e Grécia). |
| Triênio Liberal                                       | 1820-23                          | Na Espanha concorda com Fernando VII a jurar a Constituição de Cádis. É suprimido pela intervenção do Santa Aliança (Cem Mil Filhos de São Luís). |
| Liberal Portuguesa                                    | 1820 (24 de agosto)              | Para além da sua revolução liberal, as causas da separação de Portugal e Brasil. |
| Grega                                                 | 1821-23                          | Surgimento da Grécia Moderna, se tornando independente do Império Otomano |
| de 1830                                               | 1830                             | Onda revolucionária, que começou na França e se estende por quase toda a Europa. O pano de fundo foi comum: propagação do liberalismo e nacionalismo como ideologias; a subprodução agrícola (acarretando alta de preços de gêneros alimentícios) e o subconsumo da indústria (provocando falência de fábricas e o desemprego do proletariado); descontentamento do proletariado urbano, devido ao desemprego, a salários baixos e à alta do custo de vida; descontentamento da burguesia, excluída do poder político e atingida pela crise econômica. |
| Monarquia de Julho                                    | De julho de 1830 (27 a 29 Julho) | Depois de três dias gloriosos, Charles X de França abandona o poder, substituído por Luís Filipe, o rei das barricadas. |
| Belga                                                 | 1830                             | Revolução liberal que faz com que o reino de Bélgica se torne independente. |
| de 1848                                               | 1848                             | Onda revolucionária da Europa, com maior presença do movimento operário e um forte nacionalismo (Primavera das Nações ou dos povos), seguida por contrarrevoluções. Tiveram sua eclosão em função de regimes governamentais autocráticos, de crises econômicas, de falta de representação política das classes médias e do nacionalismo despertado nas minorias da Europa central e oriental, que abalaram as monarquias da Europa, onde tinham fracassado as tentativas de reformas políticas e econômicas. |
| Ayutla                                                | 1854                             | Derrubada da ditadura de Santa Anna e a instalação de um governo liberal, no México (ver: Plano de Ayutla). |
| Meiji                                                 | 1866 a 1869                      | A Restauração Meiji conhecida como Meiji Ishin e também Revolução Meiji, ou simplesmente como Renovação, foi uma sucessão de eventos que conduziu a uma profunda mudança nas estruturas política, econômica e social do Japão. Transcorre entre o Período Edo tardio (frequentemente chamado de Xogunato Tokugawa tardio) e o início do Período Meiji. |
| de 1868 ou La Gloriosa                                | 1868                             | Derruba Isabel II na Espanha e inicia o Sexênio Revolucionário. |

#### Galeria

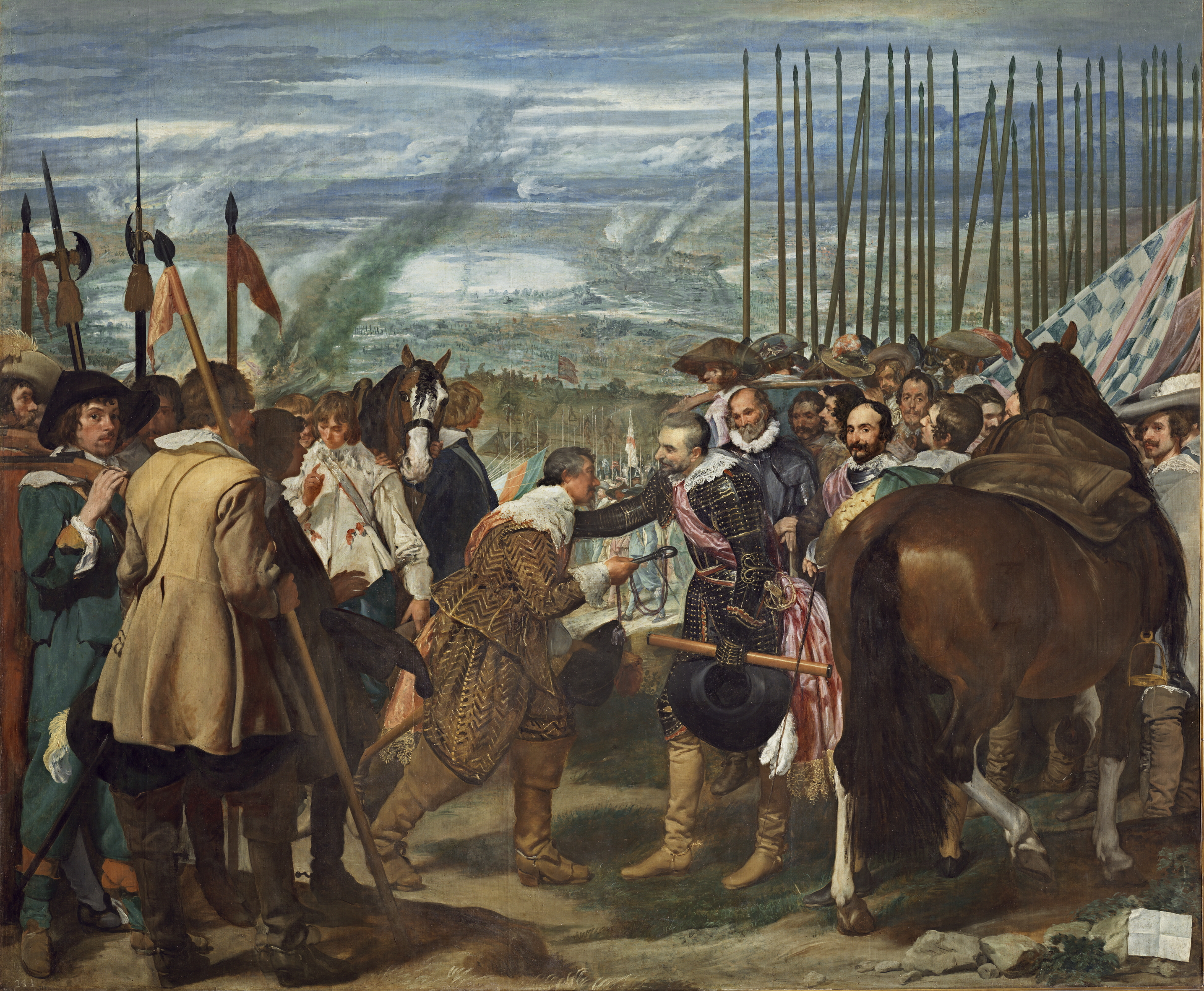
A tomada de Breda, por Velázquez, na Guerra dos Oitenta Anos.
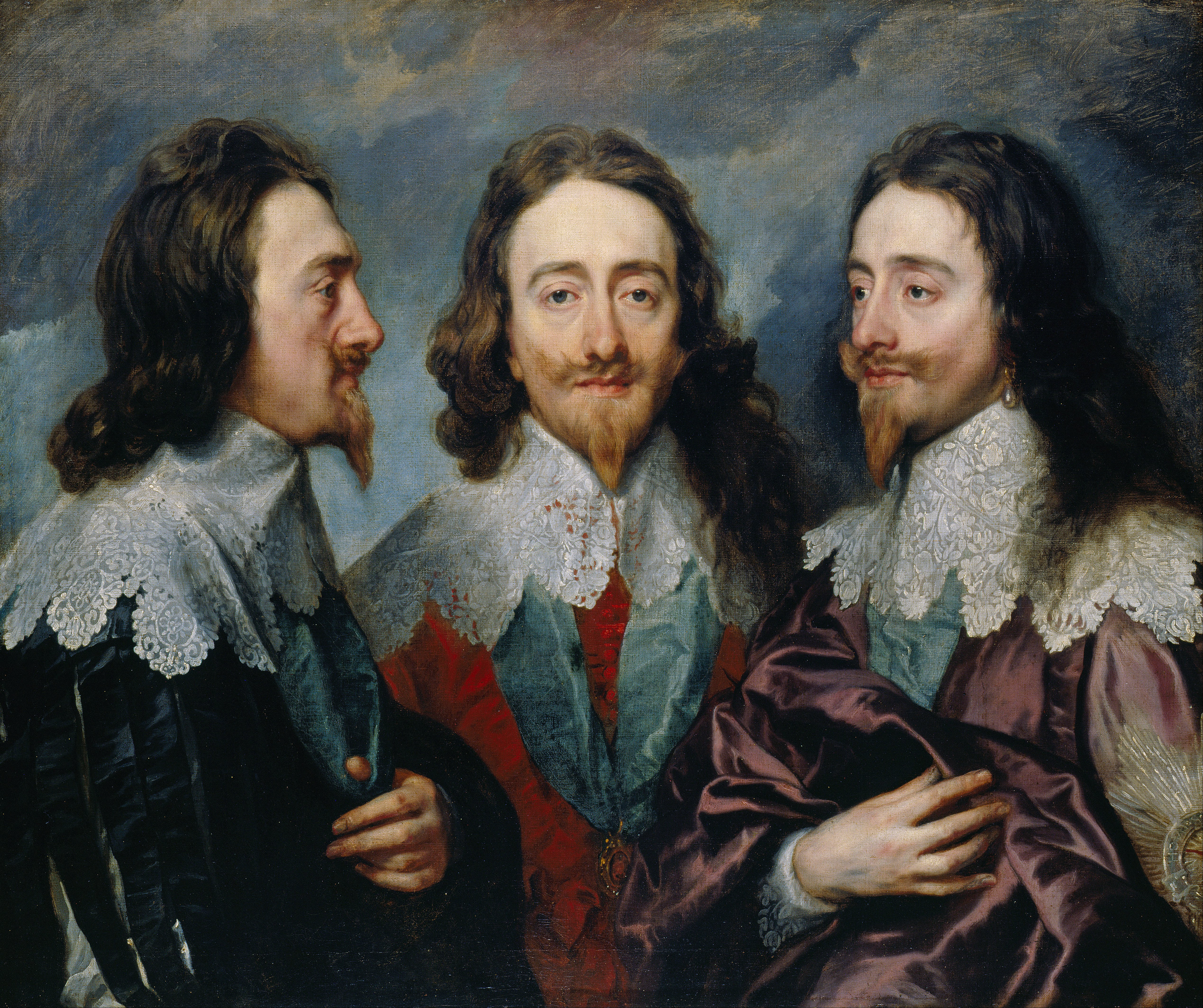
Carlos I de Inglaterra de Antoon van Dyck. Carlos I foi destronado e executado durante a Revolução Inglesa.
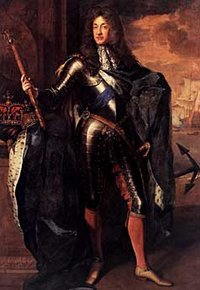
Rei Jaime II, que foi destronado na Revolução Gloriosa.
Declaração da Independência dos Estados Unidos.
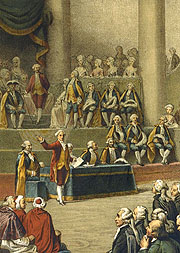
Sessão inaugural dos Estados Gerais, em Versalhes (1789).
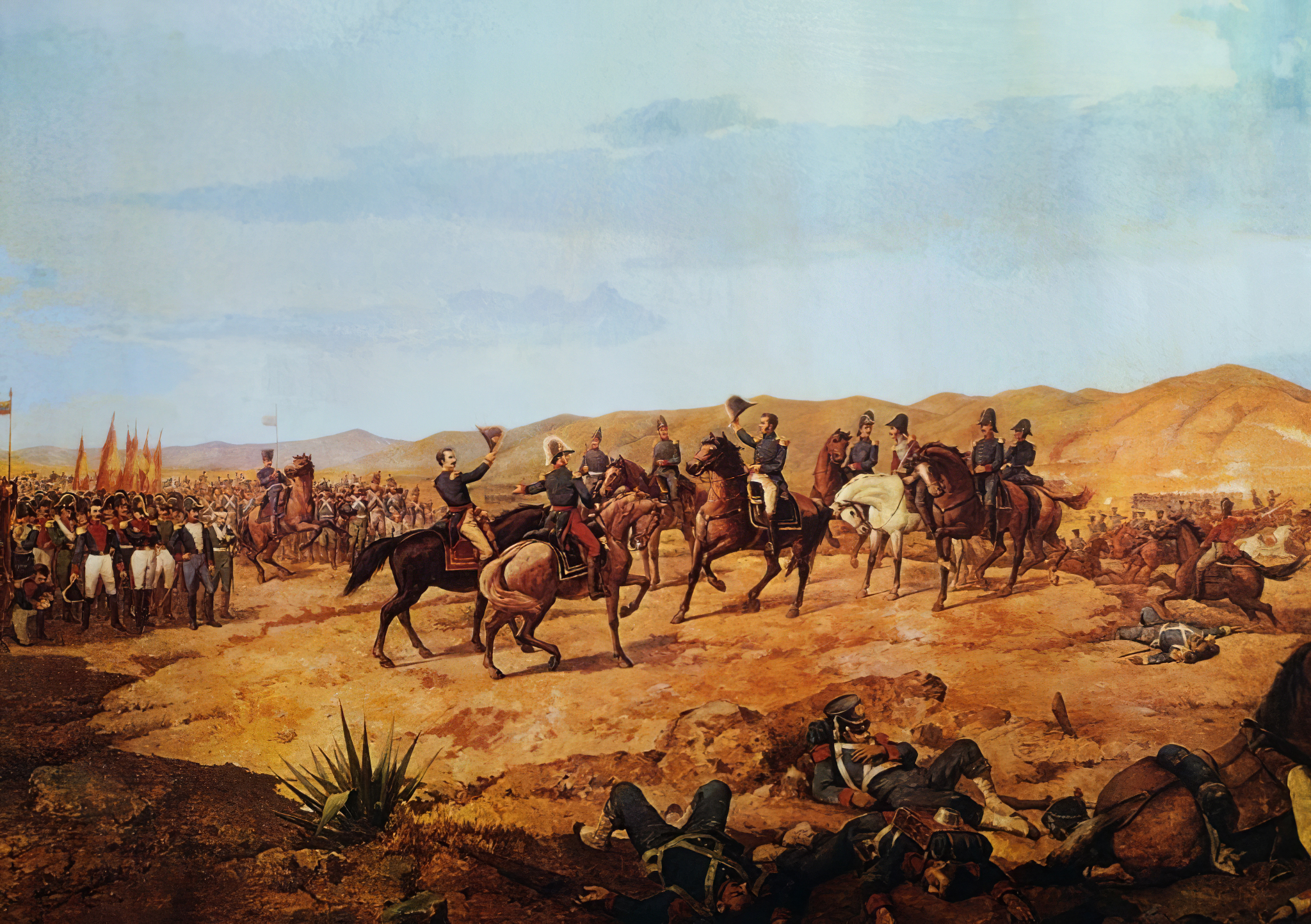
A Batalha de Ayacucho, de Martín Tovar y Tovar. Em 9 dezembro de 1824, marcou o fim das guerras de independência na América do Sul.
Toussaint L'Ouverture, um dos principais líderes da Revolução Haitiana.
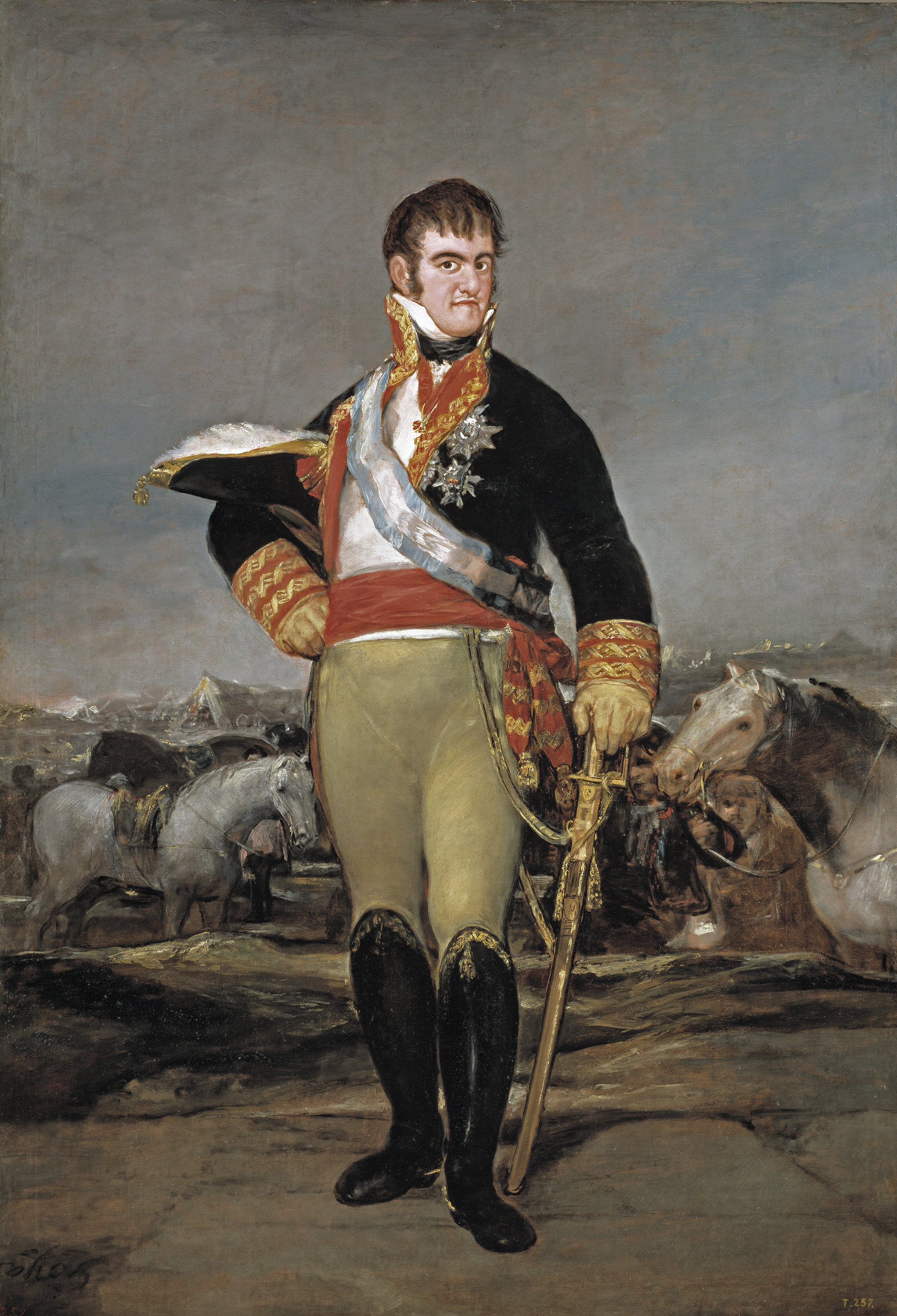
Fernando VII. No seu reinado as colônias espanholas se desencadeou a Guerra da Independência hispano-americana.
A Liberdade Guiando o Povo, quadro no qual Delacroix mostra a revolta da população parisiense, que, mobilizada pelas ideias liberais, em 1830, sai às ruas para pôr fim ao absolutismo.
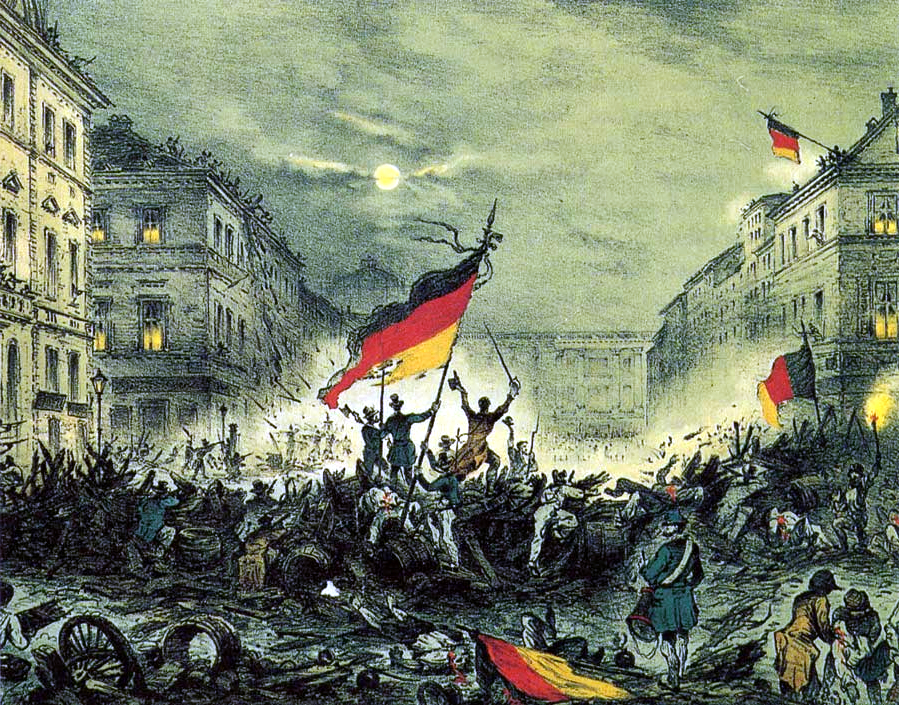
Revolução em 19 de Março de 1848 em Berlim.
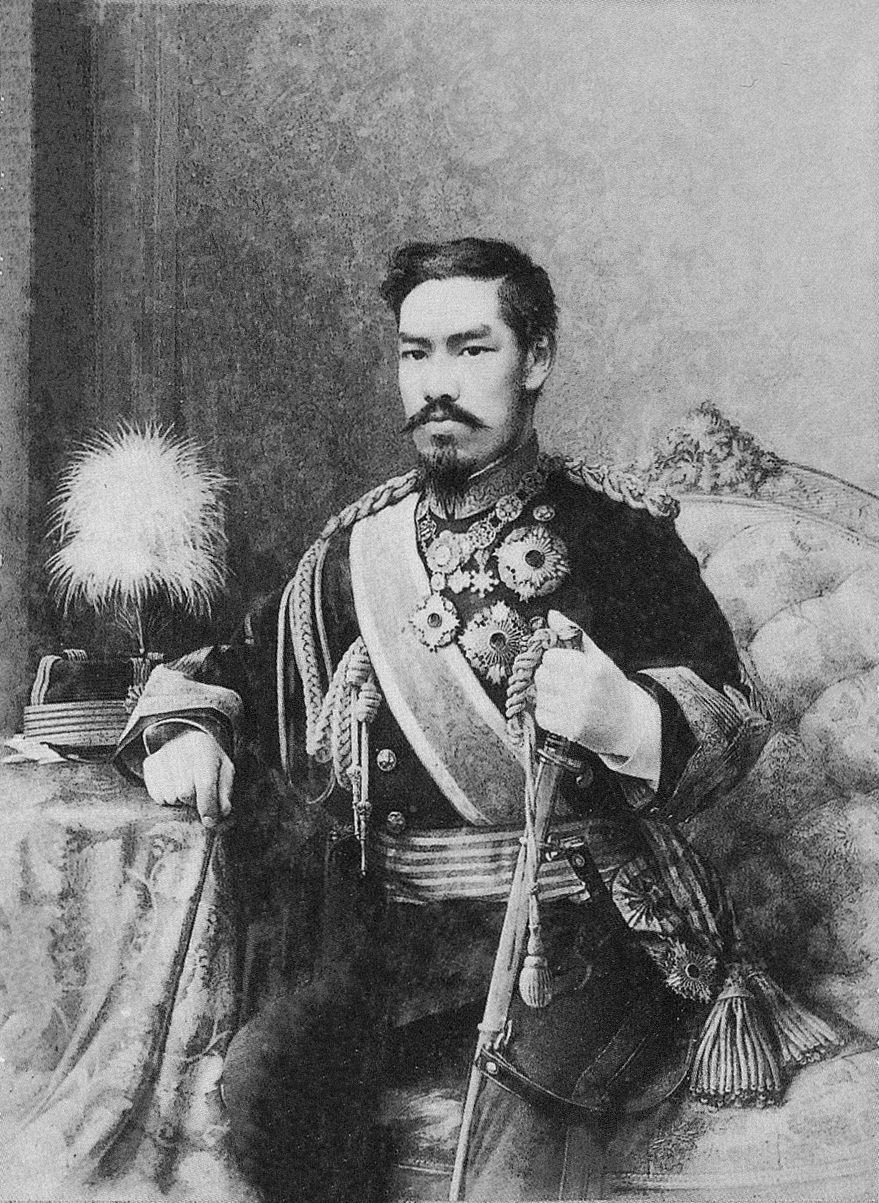
Durante o reinado do Imperador Meiji, ocorreu uma sucessão de eventos que conduziu a uma profunda mudança nas estruturas política, econômica e social no Japão, chamada Restauração Meiji.
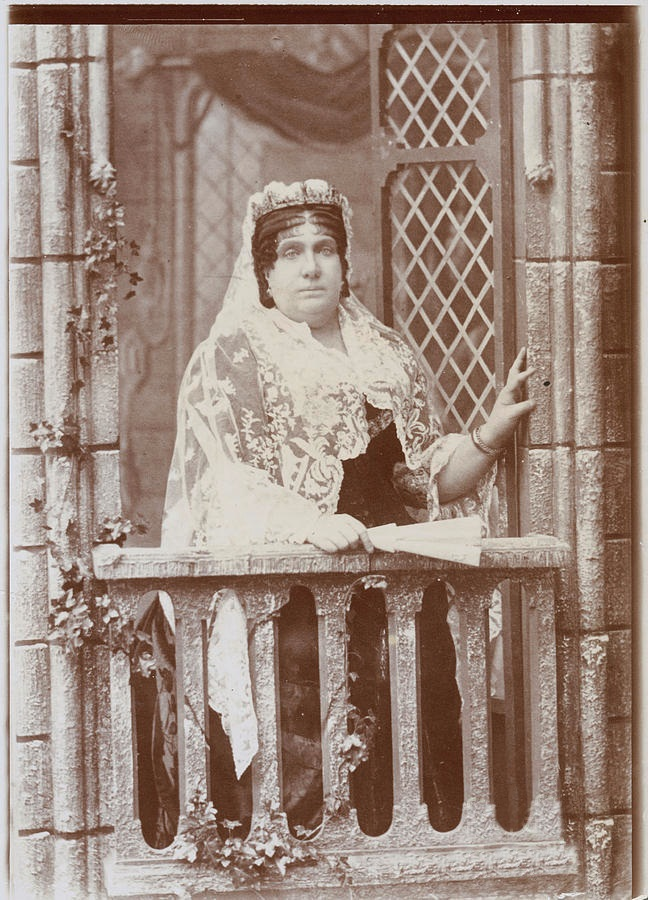
A rainha Isabel II da Espanha no seu exílio de Paris, depois do seu destronamento.

### Agitações sociais e políticas de difícil caracterização
| Revoluções dos séculos XIX, XX e XXI de difícil caracterização |                                | |
| Rebelião Taiping                                               | 1850-1864                      | Ocorrida no Império Chinês durante a Dinastia Qing. Ao longo da década de 1840, missionários ocidentais difundiram rapidamente o cristianismo pelas cidades costeiras do país que foram abertas ao comércio exterior. Em suas origens, este que foi um dos conflitos mais violentos da história, relacionava-se com a influência de alguns missionários sobre o seu líder Hong Xiuquan, que desde então é apontado como um herege pelos cristãos e como um militante camponês pré-comunista pelo Partido Comunista Chinês. |
| de 1905-1911                                                   | 1905-1911                      | Ocorreu algum tempo após a Guerra Russo-Japonesa. Foi a primeira onda revolucionária desde a Revolução de 1848 e afetou mais de um quarto da população mundial, apesar de terem eclodidas fora das grandes potências, exceto o Império Russo. A maior razão para que estas revoluções se espalharem tão rapidamente como em cantos distantes do mundo foi o telégrafo que permitiu a rápida transmissão de notícias. Outra razão foi a melhora com o transporte ferroviário de passageiros e de confiança que permitiu que os revolucionários de compartilhassem ideias e conselhos. |
| Russa de 1905                                                  | 1905                           | Fracassada tentativa de revolução camponesa contra o autocracia czarista de Nicolau II, resultando no aparecimento dos primeiros soviéticos. Considera-se o ensaio geral para o movimento revolucionário russo de 1917. |
| Implantação da República Portuguesa                            | 1910                           | Implantação da república foi o resultado de um golpe de estado organizado pelo Partido Republicano Português que, no dia 5 de outubro de 1910, destituiu a monarquia constitucional e implantou um regime republicano em Portugal. |
| Constitucional Persa                                           | 1905-1911                      | A Revolução Constitucional Persa ou Revolução Constitucional Iraniana (em persa: مشروطيت, Transliteração: Mashrutiyyat) ocorreu entre 1905 e 1911. A revolução levou ao estabelecimento de um parlamento na Pérsia (atual Irão). Foi o primeiro fato histórico deste tipo na Ásia. A revolução abriu caminho para a mudança cataclísmica na Pérsia, anunciando a era moderna. Ela viu um período de debate sem precedentes. A revolução criou novas oportunidades e abriu possibilidades para o futuro da Pérsia. Muitos grupos diferentes lutaram para moldar o curso da Revolução, e todos os segmentos da sociedade acabaram por ser, de alguma forma alteradas por ela. A velha ordem, que Naceradim Xá Cajar havia lutado por tanto tempo para sustentar, teve um fim, a ser substituídas por novas instituições, novas formas de expressão, e uma nova ordem social e política. O sistema de monarquia constitucional criado pelo decreto de Mozafaradim Xá Cajar, que foi criado na Pérsia, como resultado da Revolução finalmente chegou ao fim em 1925 com a dissolução da dinastia Cajar e a ascensão do Xá Reza Pahlavi ao trono. |
| Jovens Turcos                                                  | 1908                           | Revertida a suspensão do parlamento otomano, ordenada pelo sultão Abdulamide II, e que marcou o início da chamada Segunda Era Constitucional na história da Turquia. Um dos marcos da dissolução do império, a revolução surgiu de uma união improvável de pluralistas procurando reformas políticas, nacionalistas pan-turquistas, secularistas de orientação ocidentalizadas, e todos os outros grupos que colocam no sultão a culpa pelo estado problemático em que se encontrava o Império Otomano. O termo Jovens Turcos (em turco: Jön Türkler (plural), do francês Jeunes Turcs) era o nome dado a uma coalizão de diferentes grupos que tinham em comum o desejo de reformar o governo e a administração do Império Otomano. Foi fundado em 1889 e se expandiu no início do século XX com a fundação oficial do Comitê para a União e o Progresso, em 1906 (mais informações: Genocídio armênio). |
| Mexicana                                                       | 1910                           | Grande movimento armado que começou em 1910 com uma rebelião liderada por Francisco I. Madero contra o antigo autocrata general Porfirio Díaz. Primeira das grandes revoluções do século XX. Ela se transformou-se em uma revolta contra a ordem estabelecidat. Depois de prolongadas lutas, ela produziu a Constituição mexicana de 1917. A Revolução é geralmente considerado até a década de 1920, embora o país tivesse continudo a ter, mas comparativamente menor, focos de revolta (ver: Guerra Cristera). |
| Xinhai                                                         | 1911-1912                      | Deposição da Dinastia Qing e a fundação da República da China. Começou com a Revolta de Wuchang em 10 de outubro de 1911 e o espalhar da insurreição republicana através das províncias do sul, e culminou com a abdicação do imperador Pu Yi em 12 de fevereiro de 1912, após longas negociações entre os regimes imperial e republicano rivais, baseados em Pequim e Nanjing respetivamente. As partes principais do conflito foram as forças imperiais da dinastia Qing (1644-1911), e as forças revolucionárias da Aliança Revolucionária Chinesa (Tongmenghui). |
| Fevereiro                                                      | de fevereiro a outubro de 1917 | Resultado da insatisfação popular com a autocracia czarista e com a participação do país na Primeira Guerra Mundial. Ela levou a deposição do tzar, e estabeleceu naquele momento um regime republicano e democrático, surgido da aliança entre liberais e socialistas que pretendiam conduzir reformas políticas. Deu continuação a participação russa na Primeira Guerra Mundial. |
| Alemã                                                          | 1918                           | Introdução da República de Weimar contra os Kaiser. - Obs. O fim do império alemão e a criação de uma república foram impostos pelo Tratado de Versalhes. |
| Espanhola                                                      | 1931-1936                      | Introdução da Segunda República Espanhola, em meio a protestos de trabalhadores e populares contra a monarquia de Alfonso XIII, para a libertação dos presos políticos e pela República, na sequência de um processo eleitoral que dá a vitória, por esmagadora maioria, dos partidos republicanos. Um processo de promoção e movimento trabalhista radical, que culminará com a revolta militar de 17 e 18 de julho de 1936, a Revolução Social Espanhola de 1936. Eclosão da guerra civil. O lado nacionalista acabou esmagando a República em 1939. |
| Siamesa                                                        | 1932                           | A Revolução Siamesa de 1932 ou Golpe de Estado siamês de 1932 (tailandês: การ ปฏิวัติ สยาม พ.ศ. 2475 ou การ เปลี่ยนแปลง การ ปกครอง สยาม พ.ศ. 2475) foi um ponto decisivo na história da Tailândia no século XX. A revolução ou o golpe de Estado foi uma transição sem derramamento de sangue em 24 de Junho de 1932, em que o sistema de governo em Sião foi alterado de uma monarquia absoluta para uma monarquia constitucional. A revolução foi provocada por um grupo de militares e civis, que formou em Sião o primeiro partido político, Khana Ratsadon (Partido do Povo). A revolução terminou com 150 anos de absolutismo sob a Casa de Chakri e quase 700 anos de domínio absoluto dos reis ao longo da história tailandesa. A Revolução foi produto de uma mudança histórica global, bem como as mudanças sociais e políticas a nível nacional. A revolução resultou também com a concessão da primeira Constituição. |
| Guatemalteca                                                   | 1944                           | Derrubada da ditadura de Jorge Ubico. Abre um período de reforma agrária e social. |
| Boliviana                                                      | 1952                           | Revolução protagonizada pelo Movimento Nacionalista Revolucionário (reforma agrária, a nacionalização das minas, sufrágio universal, o trabalho livre em fazendas). |
| Egípcia                                                        | 1952                           | A Revolução Egípcia (em árabe: ثورة 23 يوليو 1952), também conhecido como a Revolução de 23 de julho, começou com um golpe de Estado militar que teve lugar no dia 23 de julho de 1952 por um grupo de jovens oficiais do exército que nomeou a si mesmos "Movimento dos Oficiais Livres". A revolução foi inicialmente destinada a derrubar o rei Faruque I. No entanto, o movimento tinha ambições mais políticas e logo destronou a monarquia e estabeleceu uma república árabe, liderado por Gamal Abdel Nasser. |
| Tranquila                                                      | Década de 1960                 | Nome dado ao período de intensa mudança no Quebeque, Canadá, caracterizada pela secularização rápida e efetiva da sociedade, a criação de um welfare state (État-Providence) e um realinhamento da política nas fações federalistas e separatistas. O governo provincial assumiu os cuidados nos campos da saúde e educação, que tinha estado nas mãos da Igreja Católica Romana. Criou os ministérios da Educação e Saúde, ampliou o serviço público, e fez investimentos maciços no sistema de educação pública e infraestruturas provinciais. O governo permitiu a sindicalização dos funcionários públicos. Ele tomou medidas para aumentar o controle sobre a economia quebequense da província e nacionalizou a produção de eletricidade e de distribuição. |
| Dominicana                                                     | 1965                           | Período que começou quando um grupo de jovens oficiais do exército e da polícia pretendem restaurar o governo constitucional do presidente Juan Bosch, derrubado por um golpe de Estado em Setembro de 1963, o primeiro governo democraticamente eleito pelas urnas depois da execução do ditador Rafael Leónidas Trujillo. A derrubada foi executada pelas Forças Armadas Dominicana. Levou à intervenção dos Estados Unidos no país para impedir um governo que alegavam ser comunista, na esteira do conflito ideológico entre o Oeste e o Leste. |
| Maio de 1968 ou 68                                             | 1968                           | Refere-se ao período dos eventos que ocorreram na França, que viu a maior greve geral que parou a economia de um país industrial. a primeira greve não-oficial na história, e uma série de protestos vindo de estudantes. A greve prolongada envolveu onze milhões de trabalhadores por duas semanas seguidas, e seu impacto foi tal que quase causou o colapso do governo do presidente Charles de Gaulle. Isso foi provocado por grupos em revolta contra consumo moderno e da sociedade técnica, abrangendo posições de esquerda que eram mais críticos do stalinismo do que mundo ocidental capitalista. O movimento contrastava com os sindicatos e o Partido Comunista Francês (Parti Communiste Français, PCF), que começou a se posicionar ao lado do governo de Gaulle, no objetivo de conter a revolta. Às vezes, fala-se da Revolução de 1968 como ciclo revolucionário, pela coincidência temporal do Maio francês, com movimentos semelhantes, de natureza cultural ou político, com grande presença de estudantes, no E.U.A., Tchecoslováquia (Primavera de Praga), México (Massacre na Praça de Tlatelolco) e alguns movimentos estudantis de oposição a Francisco Franco, na Espanha. A semelhança da Revolução Cultural China é menos clara, apesar de ter sido percebido como tal entre os grupos ocidentais que buscou inspiração dele. |
| Cravos                                                         | 1974                           | Declínio da ditadura portuguesa por parte do exército (no contexto da Guerra Colonial Portuguesa - Independência de Angola e Moçambique), além de diversos partidos políticos (principalmente à esquerda) e uma mobilização camponesa radical. |
| Iraniana                                                       | 1979                           | Deposição do xá Reza Pahlevi com a hegemonia do movimento cada vez mais amplo do clero xiita, em uma teocracia Islâmica. |
| Filipina                                                       | 1986                           | Uma série de manifestações em massa não-violenta e orante da rua, nas Filipinas, que ocorreu em 1986. Foi seguida de posteriores manifestações não-violentas em todo o mundo, incluindo aqueles que terminaram os regimes comunistas da Europa Oriental. É por vezes referido como a Revolução Amarela devido à presença de fitas amarelas durante a chegada de Ninoy Aquino. Estes protestos foram o cume de uma longa resistência do povo contra 20 anos do regime do então presidente Ferdinand Marcos e fez manchetes de notícias como "a revolução que surpreendeu o mundo". A maioria das manifestações ocorreu na Epifanio de los Santos Avenue, mais comumente conhecido por sua sigla EDSA, em Quezon City, Manila Metropolitana e envolveu mais de 2 000 000 de civis filipinos, bem como várias personalidades políticas, militares e religiosas, como o Cardeal Jaime Sin. Os protestos, alimentada por uma resistência e oposição dos anos de governação corrupta por Marcos, ocorrida de 22 de fevereiro para 25 em 1986, quando Marcos fugiu de Malacañang Palace para os Estados Unidos e reconheceu Corazon Aquino como presidenta das Filipinas. |
| Indonésia                                                      | 1998                           | A queda do regime de Suharto, impulsionada pela crise financeira asiática, iniciada na Tailândia e que se espalhou no Sudeste Asiático. |
| Bolivariana                                                    | 1999                           | Nomenclatura usada para designar a mudança política, econômica e social iniciada a partir da ascensão ao governo de Hugo Chávez. A revolução se baseia na ideologia do libertador Simón Bolívar (apesar das ideias liberais deste, o que alguns com ideias contrárias consideram uma contradição), nas doutrinas de Simón Rodríguez, que propôs que a América Latina inventasse seu próprio sistema político, e o general Ezequiel Zamora (Terras e homens livres. Terror à oligarquia), que defendia terra para os camponeses que trabalhavam lá. |
| Cedros                                                         | 2005                           | Chamada também de Intifada da Independência (intifāḍat al-istiqlāl). Consistiu numa série sucessiva de manifestações mais ou menos espontâneas que ocorreram por todo o país (com especial dinâmica na capital Beirute) na sequência do assassínio do ex-primeiro-ministro Rafik Hariri a 14 de Fevereiro de 2005. Inicialmente, os manifestantes exigiam a retirada completa das forças armadas da Síria do Líbano, criar condições para a formação de um governo patriótico em substituição de um governo influenciado pela Síria, o estabelecimento de uma comissão internacional para investigar o assassínio do ex-primeiro-ministro Rafik Hariri, a demissão dos oficiais encarregues das quatro divisões de segurança interna, e a organização de eleições parlamentares livres. Aquando do início das manifestações, a Síria mantinha em território libanês uma força de cerca de 14 000 soldados e agentes de serviços secretos. Como consequência dos protestos que envolveram a maior parte da população libanesa, o presidente sírio, Bashar al-Assad decidiu retirar as tropas sírias, o que veio a acontecer no dia 27 de Abril de 2005. O governo pró-sírio foi também dissolvido, sendo assim atingidos os principais objectivos da revolução.                                                                                             |

#### Galeria

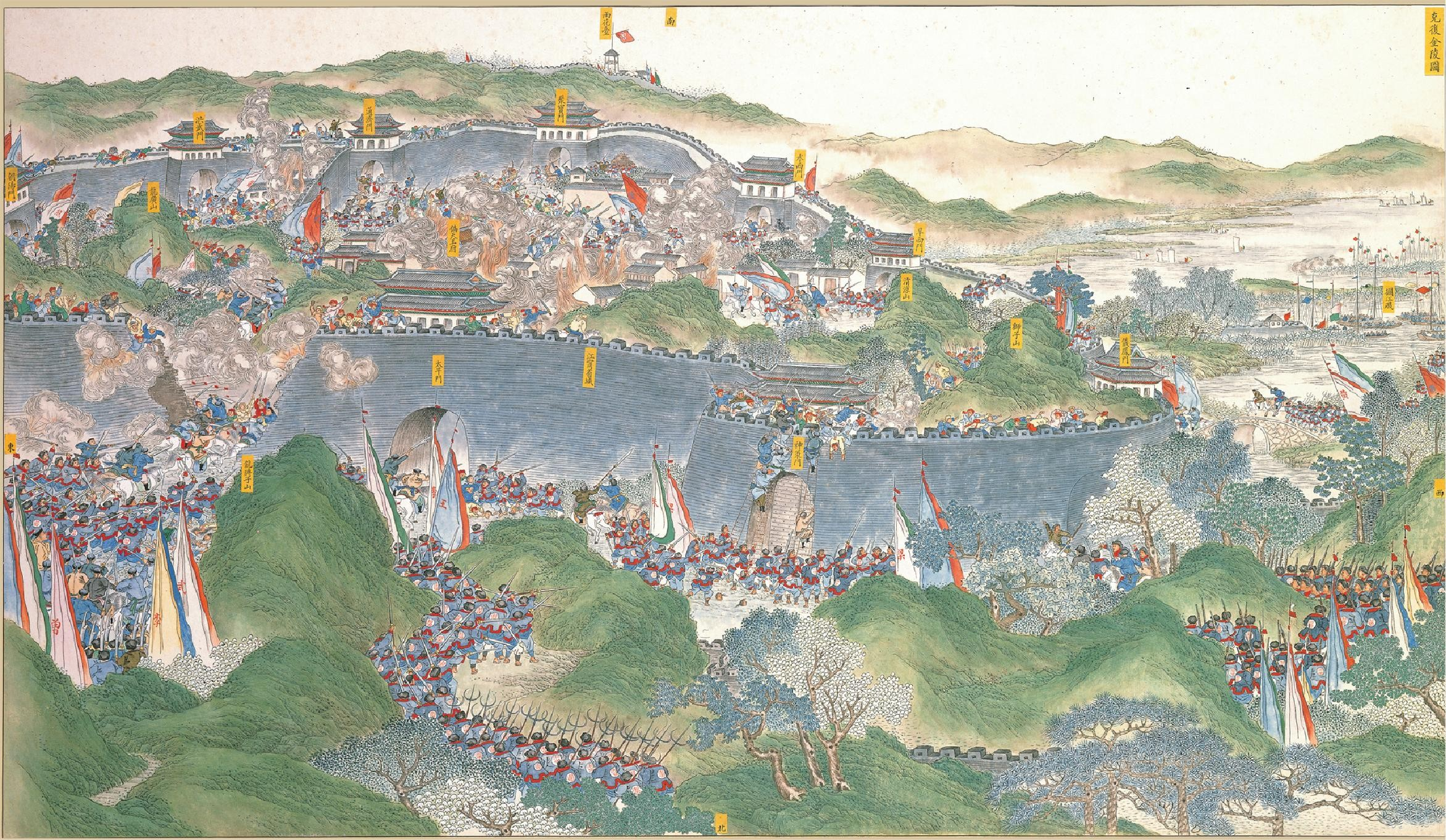
Uma das batalhas da Rebelião Taiping.
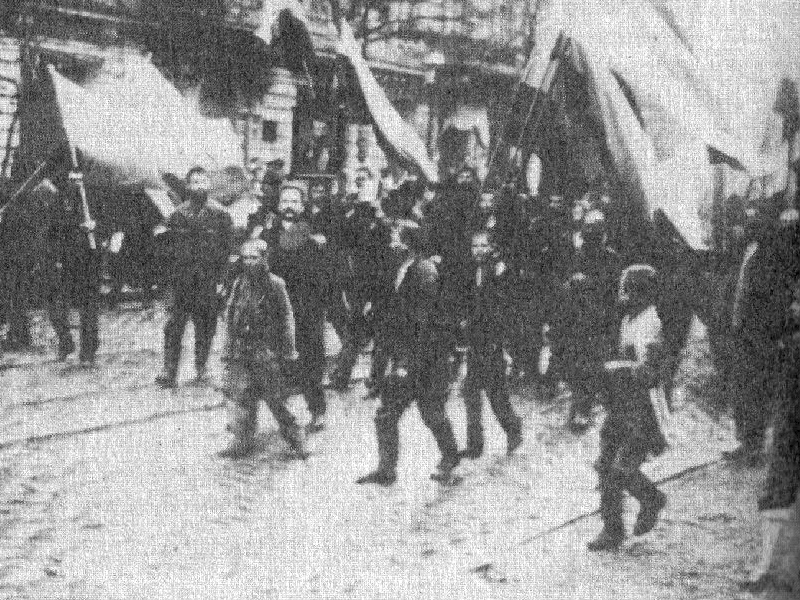
Manifestantes marchando em direção ao Palácio de Inverno. O Domingo Sangrento foi dos eventos mais importantes da Revolução Russa.
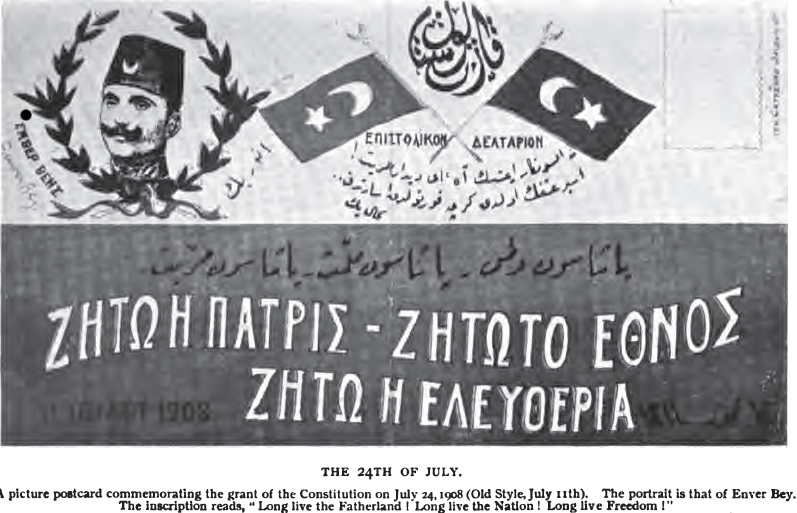
Cartão-postal comemorando a Revolução dos Jovens Turcos.
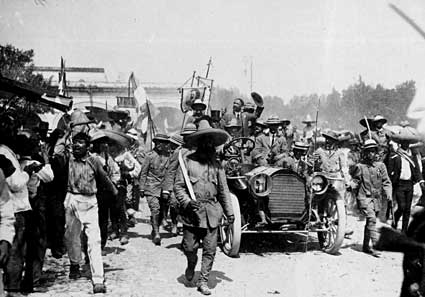
Madero entrando na cidade de Cuernavaca, no México. Francisco I. Madero assumiu logo após Porfírio Díaz se exilar, durante os acontecimentos da Revolução Mexicana.
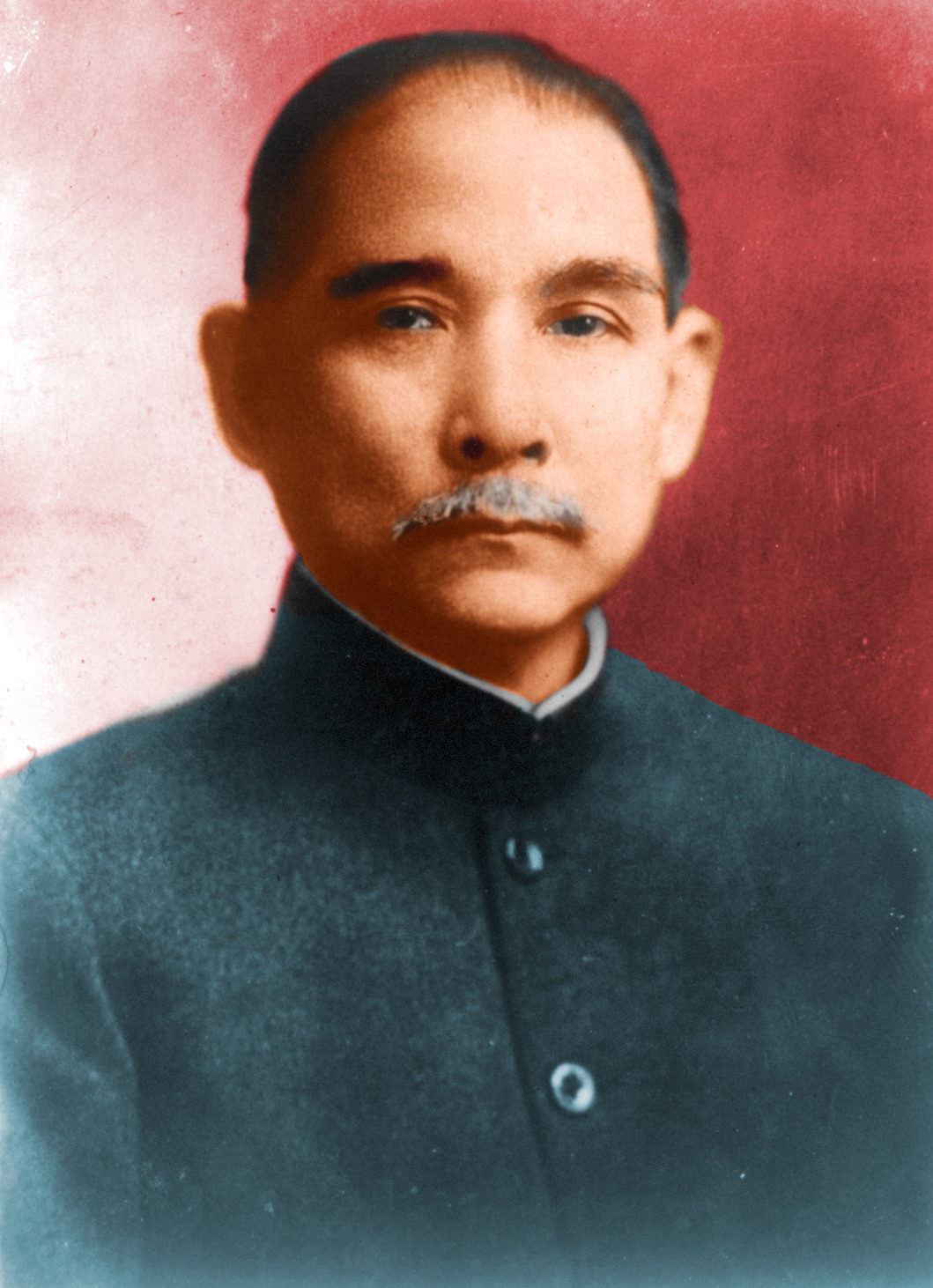
Sun Yat-sen, líder da Revolução Xinhai chinesa em 1911.
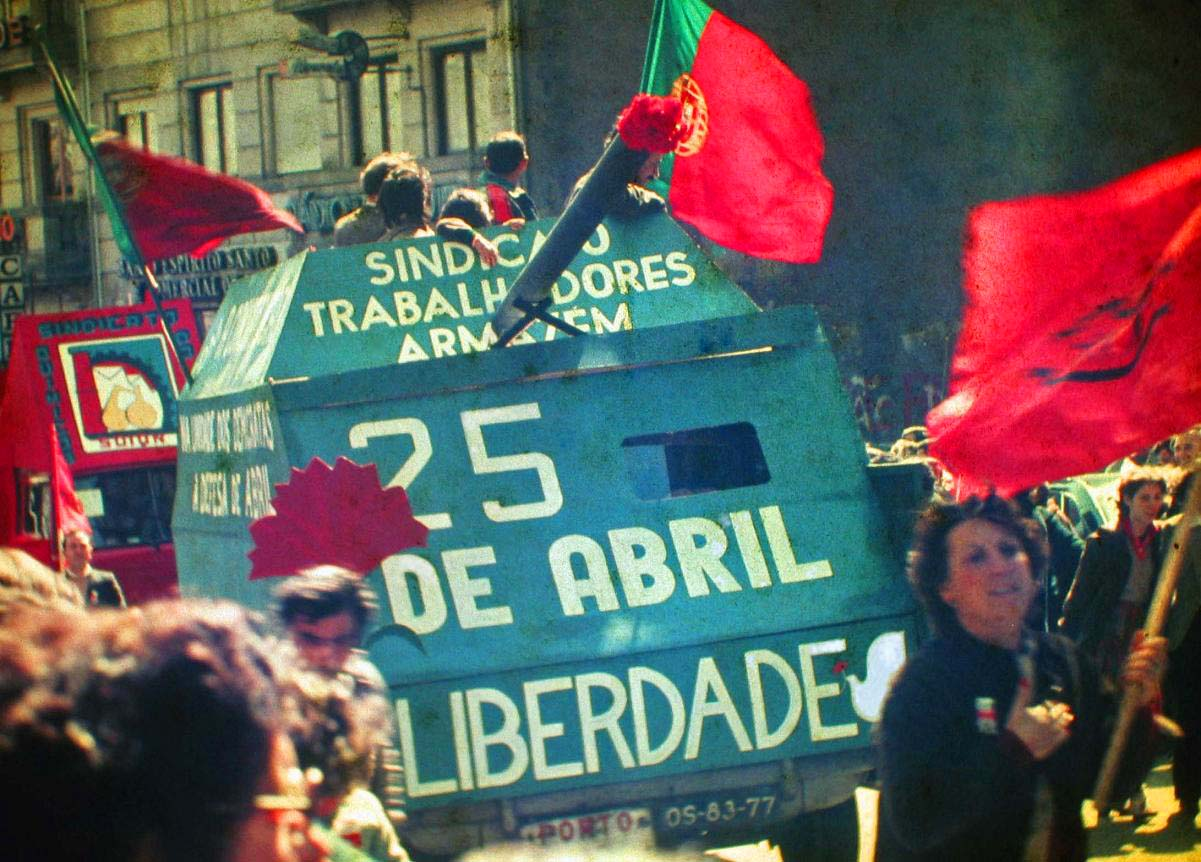
Manifestação do 25 de Abril de 1983 na cidade do Porto.
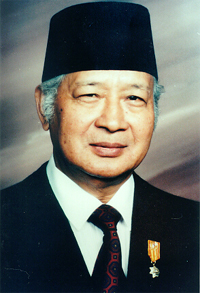
O período em que o general Suharto governou é chamado de Nova Ordem.

### Revoluções socialistas, anarquismo, descolonização, acontecimentos no terceiro mundo
| Revoluções proletárias ou "camponesas" (socialistas, anarquistas, comunistas, etc.)                        |                       | |
| Comuna de Paris                                                                                            | 1871                  | No vácuo de poder causado pela derrota do Segundo Império Francês na Guerra Franco-prussiana. O governo revolucionário da Comuna durou oficialmente de 26 de março a 28 de maio, enfrentando não só o invasor alemão como também tropas francesas, pois a Comuna era um movimento de revolta ante o armistício assinado pelo governo nacional (transferido para Versalhes) após a derrota na Guerra Franco-Prussiana. Os alemães tiveram ainda que libertar militares franceses feitos prisioneiros de guerra, para auxiliar na tomada de Paris. |
| de 1917-1923                                                                                               | 1917-1923             | Impulsionada pelo final da Primeira Guerra Mundial em 1918. A tomada do poder pelos bolcheviques na Revolução Russa de 1917 foi seguida do surgimento de adversários políticos durante a Guerra Civil Russa, como anarquistas, tzaristas. O Exército Vermelho foi o único vencedor do conflito, após o qual foi criado o Estado Soviético. Posteriormente transbordou das fronteiras do colapso do Império Russo, como o regime bolchevique praticamente dirigiu a formação de, por exemplo, a República Popular da Mongólia. Também inspirou outros movimentos de caráter comunista como a Revolução Alemã, a República Soviética da Baviera, a Revolução Húngara de 1919 e os Rosso Biennio, na Itália. Descrença no liberalismo. Ressalte-se que as revoluções comunistas veram seguidas de confrontos nacionalistas como a Guerra Greco-Turca e a Guerra da Independência da Irlanda, precipitada pelo Levante da Páscoa.                                                                          |
| Ucraniana                                                                                                  | 1917-1921             | Tentativa de implantação do Comunismo libertário pela guerrilha liderada por Nestor Makhno na Ucrânia, durante o período de Guerra Civil Russa. Esse período coincidiu com os acontecimentos da Revolução Russa de 1917-1921, e terminou com a derrota do movimento por força do Exército Vermelho sob o comando do Partido Comunista russo e a criação da URSS. |
| Bolchevique                                                                                                | de outubro de 1917-91 | Depois da revolução liberal de fevereiro e a situação catastrófica da Rússia na Primeira Guerra Mundial, o bolcheviques de Lenin assumiram o poder apoiado pela sovietes. Fundarão a União Soviética (1922). A historiografia tem aplicado para o modelo de periodização típica da Revolução Francesa: - Revolta na elite e fase moderada: corresponde ao Revolução de Fevereiro, em 1917. - Fase radical: a partir de outubro de 1917, e durante todo o período da Guerra Civil Russa, com seu término em 1922. - Reação: neste caso, redirecionado por Lenin: o NEP. - Reflexo do poder pessoal: a designação do stalinismo de 1924, de Stalin, que estabelece o princípio do socialismo em um só país, onde elimina qualquer opositor (Trotski) influenciado pela Revolução Permanente. |
| Espartaquismo                                                                                              | 1919                  | Fracassada revolução socialista na Alemanha, realizado por parte do proletariado alemão, liderados pela Liga Espartaquista, com Rosa de Luxemburgo e Karl Liebknecht. |
| Húngara | 1919                  | Após o final da Primeira Guerra Mundial, surge a República Soviética da Hungria. |
| A Proclamação da República Popular da Mongólia                                                             | 1924                  | É listado como a única revolução que um país representa um regime feudal para o comunismo, sem ter que conhecido estágio capitalista. Fundação da República Popular da Mongólia seguindo os mesmos padrões de política soviética da época. |
| Espanhola                                                                                                  | 1936                  | Resposta ao golpe de estado de 18 de julho de 1936 contra o Segunda República Espanhola, após a vitória de Frente Popular nas eleições. Seus componentes sociais eram elementos sindicalistas, marxistas, principalmente trabalhadores e camponeses. |
| Prorrogação do Bloco Soviético após o Segunda Guerra Mundial                                               |                       | |
| Cortina de Ferro                                                                                           | 1945-1947             | Com a ocupação militar soviética de quase todos os países da Europa Oriental (exceto Grécia, que estava na guerra civil entre pró-soviéticos e pró-ocidental, e Iugoslávia, onde partidários comunistas locais, liderados por Tito, uma experiência pessoal de autogestão socialista não ligadas política ou militarmente para a URSS), o Partido Comunista de cada país no contexto da Guerra Fria, chegou ao poder, estabelecendo o que é chamado Bloco Soviético ou Pacto de Varsóvia e também o Conselho para Assistência Econômica Mútua foi fundado em 1949, e visava a integração econômica das nações do Leste Europeu, (chamado também de COMECON). |
| Divisão da Coreia                                                                                          | 1948                  | Baseada no stalinismo, com forte nacionalismo, sintetizado na literatura Juche, liderados por Kim Il-sung, foi sucedido por seu filho Kim Jong-il, em um caso de dinastia comunista. |
| Comunista Chinesa                                                                                          | 1949                  | Vitória do Partido Comunista Chinês de Mao Zedong na Kuomintang por Chiang Kai-shek na Guerra Civil Chinesa (desde 1927). Ela proclama a República Popular da China, que controla a China continental, exceto Taiwan. É peculiar ao maoísta à camponeses na revolução, e que, e no leninismo ortodoxo pertencia exclusivamente para o proletariado. |
| Comunista Chinesa: Grande Salto Adiante                                                                    | 1958-1961             | A Revolução Chinesa tinha planos para a reforma económica e social em grande escala no contexto da distância de Mao contra a União Soviética (Kruschev e desestalinização). Os resultados catastróficos dos planos produzidos milhões de mortes por fome. |
| Comunista Chinesa: Cultural                                                                                | 1966-76               | Radicalização da Revolução chinesa. Mao usou uma enorme mobilização estudantil (Livro Vermelho) dentro do aparelho do Partido Comunista Chinês (mais informações: Era Mao Tse-tung (1949–1976)). |
| Crise dos mísseis de Cuba                                                                                  | 1962                  | Após a realização da reforma agrária sob o governo revolucionário de Fidel Castro, e com um caráter socialista e anticapitalista, Cuba vence a oposição dos Estados Unidos, para que haja uma reaproximação com a URSS, para isso coloca mísseis em Cuba apontados para os Estados Unidos. Com que Cuba se tornou o primeiro país latino-americano a integrar o bloco soviético. |
| Movimentos nacionalistas e/ou socialistas, relacionado aos processos de descolonização e ao terceiro mundo |                       | |
| Vietnã do Norte                                                                                            | 1954                  | O Vietname do Norte ou como Vietnã do Norte ou ainda como Vietnam do Norte foi fundado por Ho Chi Minh em 1950 e imediatamente reconhecida pela China e URSS. Em 1954, depois da sua derrota na Batalha de Dien Bien Phu, a França reconheceu formalmente este país na Conferência de Genebra, ao mesmo tempo que o país era dividido em dois. |
| Argelina                                                                                                   | 1954-62               | Caracterizou-se por ataques de guerrilha e atos de violência contra civis - perpetrados tanto pelo exército e colonos franceses (os "pied-noirs") quanto pela Frente de Libertação Nacional (Front de Libération Nationale - FLN) e outros grupos argelinos a favor da independência. O governo francês do tempo considerava criminoso ou terrorista todo ato de violência cometido por argelinos contra franceses, inclusive militares, apesar de haver oposição. Atentados anti-árabes (1950-1953) foram praticados por colonos direitistas, desencadeando, em contrapartida, a luta lançada pela FLN em 1954, apenas dois anos antes de a França ser obrigada a desistir do seu controle sobre a Tunísia e Marrocos. |
| Iraque | 1958                  | A 14 de Julho de 1958, Abdul Karim Kassem e os seus seguidores aproveitaram os movimentos de tropas planeados pelo governo, para tomar o controle militar da capital, derrubar a monarquia e proclamar a república. Morto o rei Faiçal II, morto o regente Abdallah, morto o Primeiro Ministro Nuri as-Said, dissolvida a União Árabe Hachemita entre os reinos do Iraque e da Jordânia, cessada a actividade Iraquiana no Pacto de Bagdad e proclamada a República, Abdul Karim Kassen não se proclamou a si próprio presidente, sendo essa função reservada a um Conselho de Soberania (Majlis Al-Siyadeh) constituído por três membros, um sunita, um xiita e um curdo, mas assumiu a chefia do governo, pelo que se tornou o primeiro chefe de governo da República do Iraque, proclamada nesse mesmo dia. |
| Comunista Cubana                                                                                           | 1959                  | A Revolução Cubana foi um movimento de guerrilha, inicialmente, que levou à derrubada do ditador Fulgencio Batista de Cuba em 1 de janeiro de 1959 pelo Movimento 26 de Julho liderada por Fidel Castro. A "Revolução Cubana" também se refere à implementação em série de programas sociais e econômicas do novo governo. A apoio soviético depois do movimento armado enfatizou seu caráter anti-capitalista e também antiamericano para posteriormente alinhar o país com o chamado bloco socialista. |
| A crise congolesa                                                                                          | 1960-1961             | Independência do Congo Belga com a liderança de Patrice Lumumba, cuja tendência era apresentado como um marxista ou pró-soviético). Sucede-se um movimento separatista em Catanga, encabeçado por Moïse Tshombe, que solicitou ajuda para constituir e treinar um exército catanguês. A morte de duas pessoas importantes marcaram a crise: o primeiro-ministro Patrice Lumumba, assassinado em janeiro de 1961, e o Secretário-Geral da ONU, Dag Hammarskjöld, que morreu em um acidente de avião. Continuaram movimentos de guerrilha que vieram juntar-se a Che Guevara. Terminou com a tomada do poder por Joseph Mobutu. |
| Alinhamento sul-iemenita                                                                                   | 1967-1969             | Dois grupos nacionalistas, a 'Frente de Liberação do Iémen Ocupado' e a 'Frente Nacional de Libertação', começaram a atuar contra o domínio britânico. Com o fechamento temporário do canal de Suez, em 1967, o poder britânico entrou em declínio e o Iémen do Sul conquistou sua independência como República Popular do Iémen do Sul em 30 de Novembro de 1967, sob governo da 'Frente Nacional de Libertação'. Em Junho de 1969, grupos marxistas mais radicais do governo tomaram força e mudaram o nome do país para República Popular Democrática do Iémen. Todos os partidos políticos foram absorvidos pelo Partido Comunista Iemenita, se tornando o único partido legalizado. O Partido Comunista alinhou o Iémen ao Bloco Socialista, aproximando relações com a União Soviética, Cuba e a República Popular da China. |
| Líbia | 1969                  | Tropas revolucionárias que tomaram o governo do país no dia 1 de setembro de 1969, tendo como líder Al Magrabbi. Logo após a tomada do poder, Al Magrabbi sai de cena e o militar Muammar Abu Minyar al-Gaddafi toma posse do país, como líder da revolução líbia com o título de Coronel, substituindo o deposto rei-em-exercício, Príncipe Ridah e o Rei licenciado para fins médicos na Grécia e no Egito, Ídris I, tio de Ridah. Implanta o que é chamado de socialismo islâmico. Declarou ilegais as bebidas alcoólicas e os jogos de azar, exigiu e obteve a retirada americana e inglesa de bases militares, expulsou as comunidades judaicas e aumentou decididamente a participação das mulheres na sociedade. O Livro Verde (em árabe: الكتاب الأخضر) foi publicado pela primeira vez em 1975, descrevendo a sua opinião sobre a democracia ea sua filosofia política. |
| Somalí | 1969                  | Com o presidente Abdi Rashid Shermake, que foi assassinado em 1969, e por meio de um golpe de estado chega ao poder Siad Barre. Durante esta época, a Somália teve estreitas relações com a União Soviética. Em 1974, Somália e União Soviética assinaram um tratado, que previa aos soviéticos uma base militar no país africano. Denominado o "Líder Vitorioso" (Guulwaadde), promoveu o crescimento de um alegado culto à personalidade. Retratos dele, na companhia de Marx e Lênin estavam nas ruas em ocasiões públicas. Ele defendia uma forma de socialismo científico com base no Alcorão e Marx, com fortes influências do nacionalismo somalí. |
| Beninesa                                                                                                   | 1972                  | Mathieu Kérékou tomou o poder em 1972 e estabeleceu um regime militar. Durante seus dois primeiros anos no poder, Kérékou expressa somente nacionalismo e disse que a revolução do país "não teria carga própria, copiando ideologia estrangeira... Nós não queremos o comunismo ou o capitalismo ou o socialismo. Nós temos o nosso próprio sistema social e cultural de Daomé." Posteriormente, em 30 de novembro de 1974, no entanto, ele anunciou a adopção do marxismo-leninismo por parte do Estado, agora com o nome de Benim. |
| Etíope | 1974                  | Derrubada do Negus Haile Selassie e criação da República Democrática da Etiópia. |
| de Guiné-Bissau                                                                                            | 1974                  | O Partido Africano para a Independência da Guiné e Cabo Verde (PAIGC), em 24 de setembro de 1973, declarou unilateralmente a independência, reconhecida nos meses que se seguiram por vários países, sobretudo comunistas e africanos. Neste ano, o PAIGC já estava no controle de muitas partes da Guiné-Bissau. A independência foi declarada unilateralmente em 24 de setembro de 1973. O golpe militar em 25 de abril de 1974 foi inspirado na derrubada do Estado Novo português. A antiga metrópole colonial, a reconheceu no mesmo ano, após a Revolução dos Cravos, ela própria devida em larga medida ao impasse em que caíra o esforço bélico português na pequena colónia. |
| Camboja | 1975                  | Sob o Khmer Vermelho, é estabelecido o Kampuchea Democrático que, liderado por Pol Pot, pratica o Genocídio cambojano que matou cerca de 2 milhões de pessoas entre 1975 e 1979. |
| Sul-vietnamita                                                                                             | 1975                  | Saigon, capital do Vietnã do Sul é capturada pelo exército norte-vietnamita e pelos Vietcongs em 30 de abril de 1975. O evento marcou o fim da Guerra do Vietnã e o início de um período de transição formal para a reunificação do Vietnã sob regime comunista. |
| Laosiana                                                                                                   | 1975                  | Proclamada a República e instalado o governo comunista Pathet Lao apoiado pelo Vietnã e pela União Soviética destronando o governo do rei Savang Vatthana, apoiado pela França e pelos Estados Unidos. |
| Malgaxe | 1975                  | Um golpe de estado depôs o governo de Didier Ratsiraka. |
| Caboverdiana                                                                                               | 1975                  | O Partido Africano para a Independência da Guiné e Cabo Verde (PAIGC) inicia a luta armada nos anos 60. A Revolução dos Cravos em Portugal, em 1974, foi o estopim para a mobilização popular em Cabo Verde. Foram iniciadas negociações com o PAIGC, que foram concluídas com a independência de Cabo Verde em 5 de julho de 1975. A primeira constituição cabo-verdiana previa a futura unificação com a Guiné-Bissau, mas um golpe nesse país em 1980 acabou com os planos de união política dos dois países. |
| Moçambicana                                                                                                | 1975                  | O FRELIMO consegue a independência do país. |
| Angolana                                                                                                   | 1975                  | Consegue a independência. O MPLA toma o poder. |
| Invasão soviética do Afeganistão                                                                           | 1979-1989             | Conflito armado de nove anos entre tropas soviéticas, que apoiavam o governo marxista do Afeganistão, e insurgentes mujahidin afegãos, que procuravam derrubar o regime comunista no país. No contexto da Guerra Fria, a União Soviética apoiou o governo, enquanto que os rebeldes receberam apoio dos Estados Unidos, do Paquistão e de outros países muçulmanos. O conflito coincidiu no tempo com a Revolução Iraniana (1979) e a Guerra Irã-Iraque. As primeiras tropas soviéticas a entrar no Afeganistão chegaram em 25 de dezembro de 1979. A retirada final começou em 15 de maio de 1988 e foi concluída em 15 de fevereiro de 1989. Devido ao alto custo e ao resultado malogrado para aquela superpotência da Guerra Fria, a intervenção soviética no Afeganistão costuma ser comparada ao que foi, para os Estados Unidos, a Guerra do Vietnã. Alguns estudiosos pensam que o custo econômico e militar da guerra contribuiu consideravelmente para o colapso da União Soviética em 1991. |
| Sandinista                                                                                                 | 1979                  | A Revolução Sandinista (Revolución Nicaragüense ou Revolución Popular Sandinista) abrange a crescente oposição ao regime de Anastazio Somoza, durante as décadas de 1960 e 1970, liderada pela Frente Sandinista de Libertação Nacional(FSLN), que levou à derrubada violenta do regime político ditatorial em 1979, e os esforços subsequentes da FSLN, que governou de 1979 até 1990, a reforma social e da economia do país tendo contornos socialistas. |
| Granadina                                                                                                  | 1979                  | Maurice Bishop, estabeleceu um governo marxista-leninista, ao ser derrubado pelo intervenção americana de 1983. |
| Burkinesa                                                                                                  | 1983                  | Lutas internas entre facções desenvolveram-se entre os moderados no Conselho da Salvação Popular (CSP) e os radicais, liderado pelo capitão Thomas Sankara, que foi nomeado primeiro-ministro em janeiro de 1983. A luta política interna e a retórica esquerdista de Sankara levou à sua detenção e subsequente esforços para conseguir a sua libertação, foram dirigidas pelo capitão Blaise Compaoré. Este esforço resultou em um golpe militar em 4 de agosto de 1983. Após o golpe, Sankara formou o Conselho Nacional da Revolução (CNR), com ele como presidente. Sankara também estabeleceu Comitês de Defesa da Revolução (CDR) para "mobilizar as massas" e implementar programas revolucionários do CNR. O CNR, cuja composição exata permaneceu em segredo, continha dois pequenos grupos de intelectuais marxistas-leninistas. |

#### Galeria

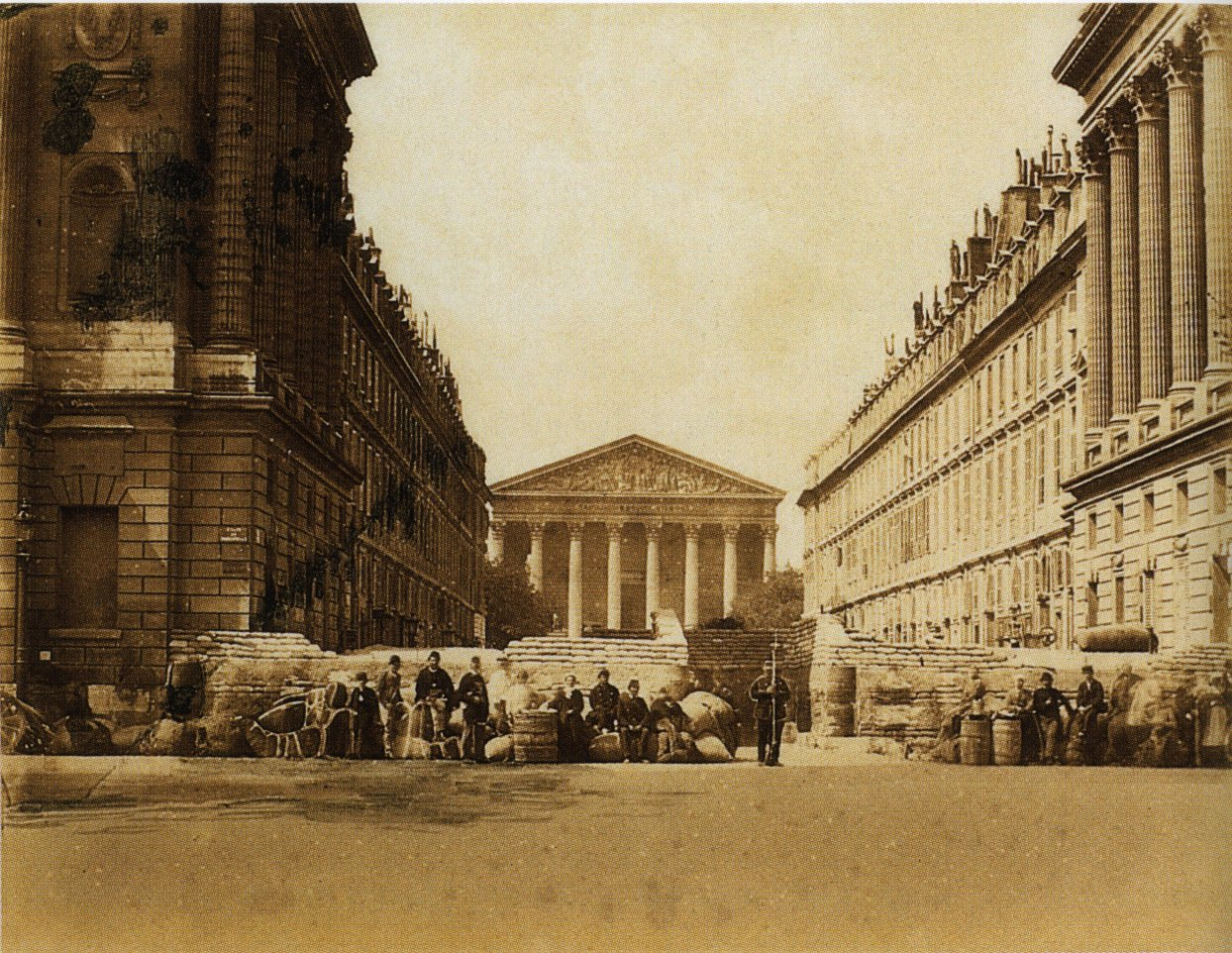
Barricadas erguidas pelos communards em frente a La Madelaine.
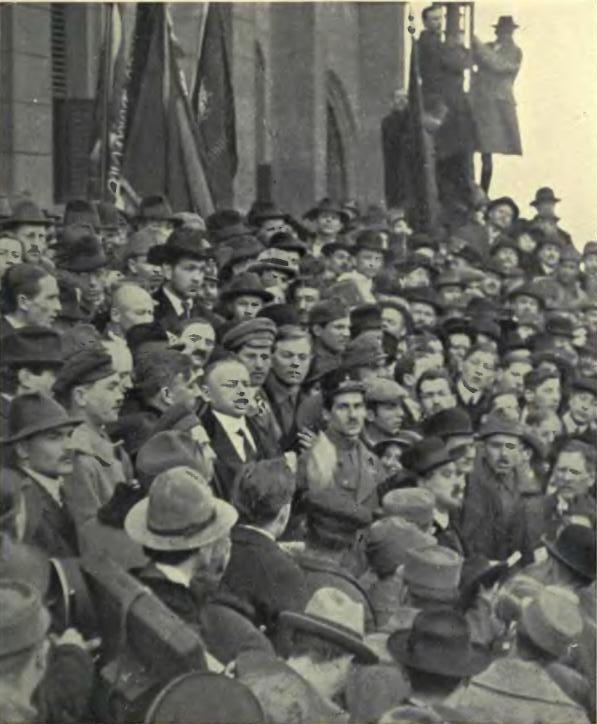
Proclamação da república soviética na escadaria do Parlamento húngaro. Béla Kun no centro.
A Europa dividida pela Cortina de Ferro.
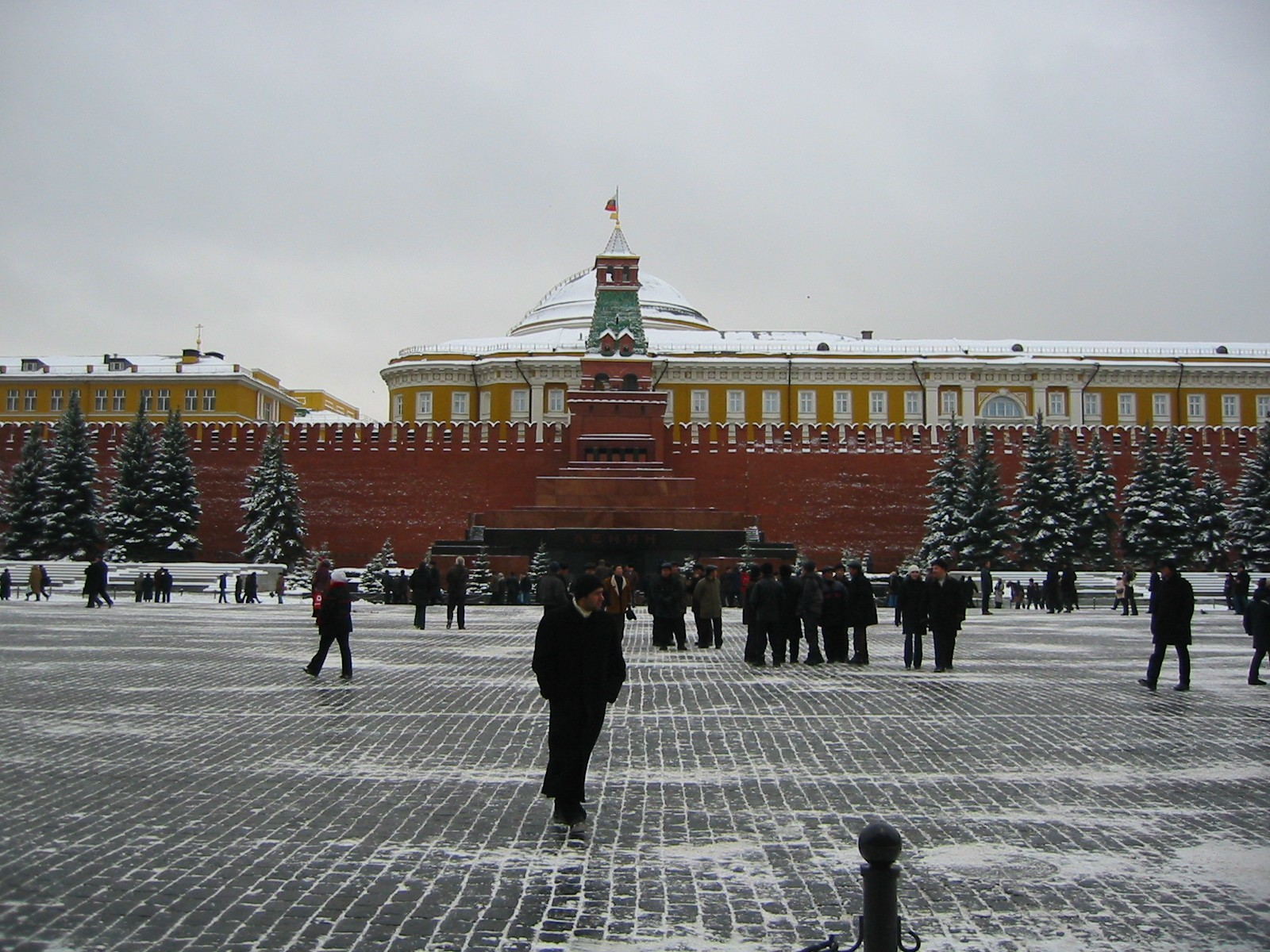
Mausoléu de Lenin, um dos líderes da Revolução de Outubro em Moscovo.
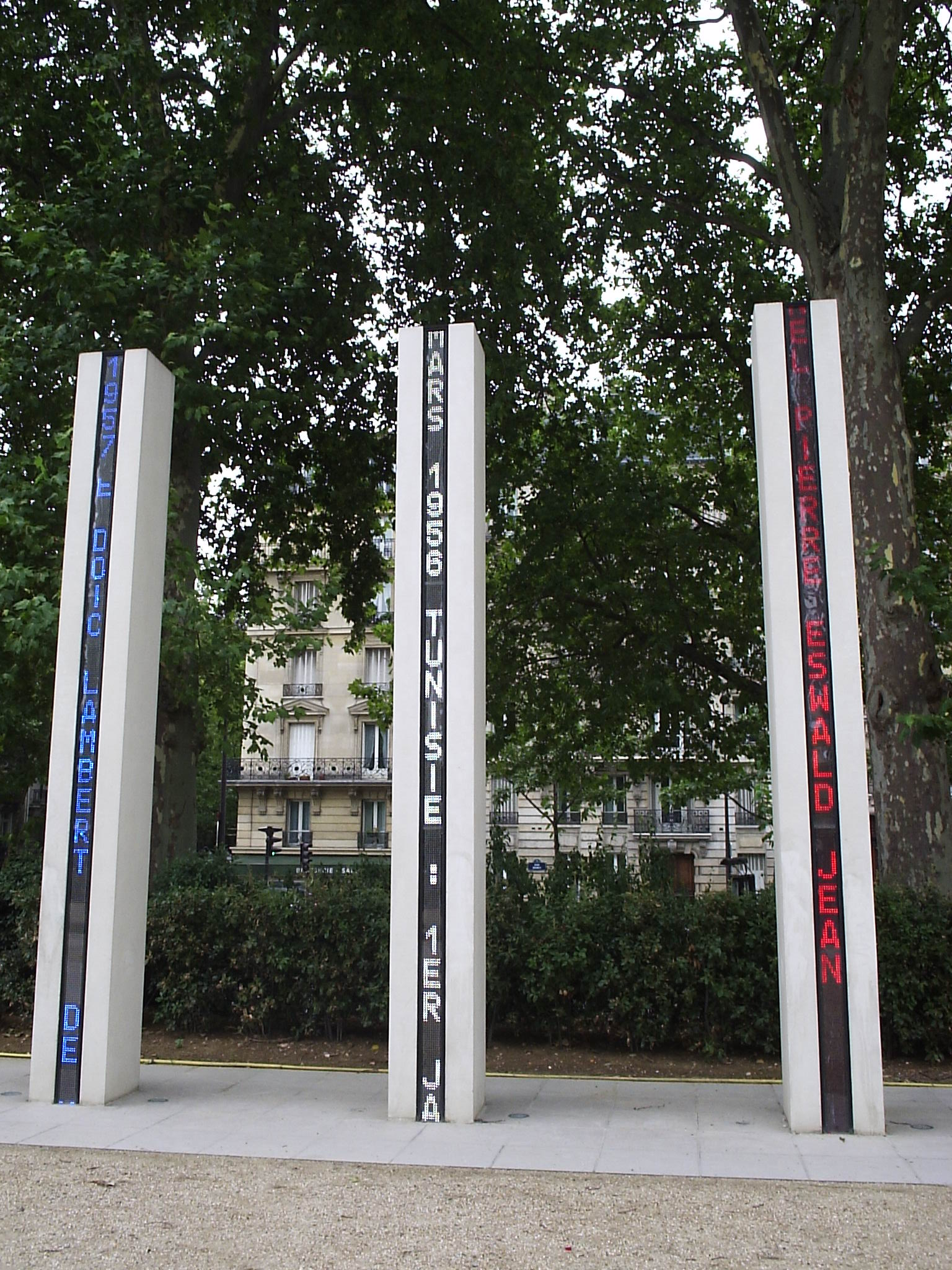
Memorial à Guerra da Argélia.
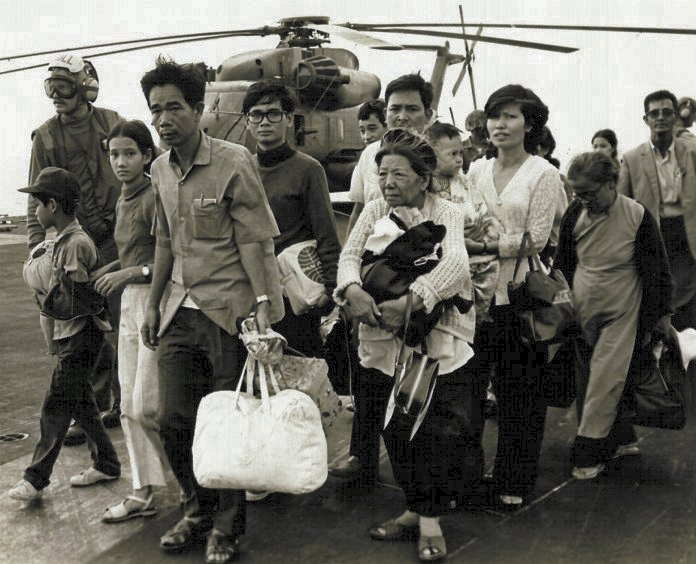
Refugiados vietnamitas sendo evacuados por um helicóptero dos Estados Unidos. Operação Vento Constante, 29 e 30 de abril de 1975.
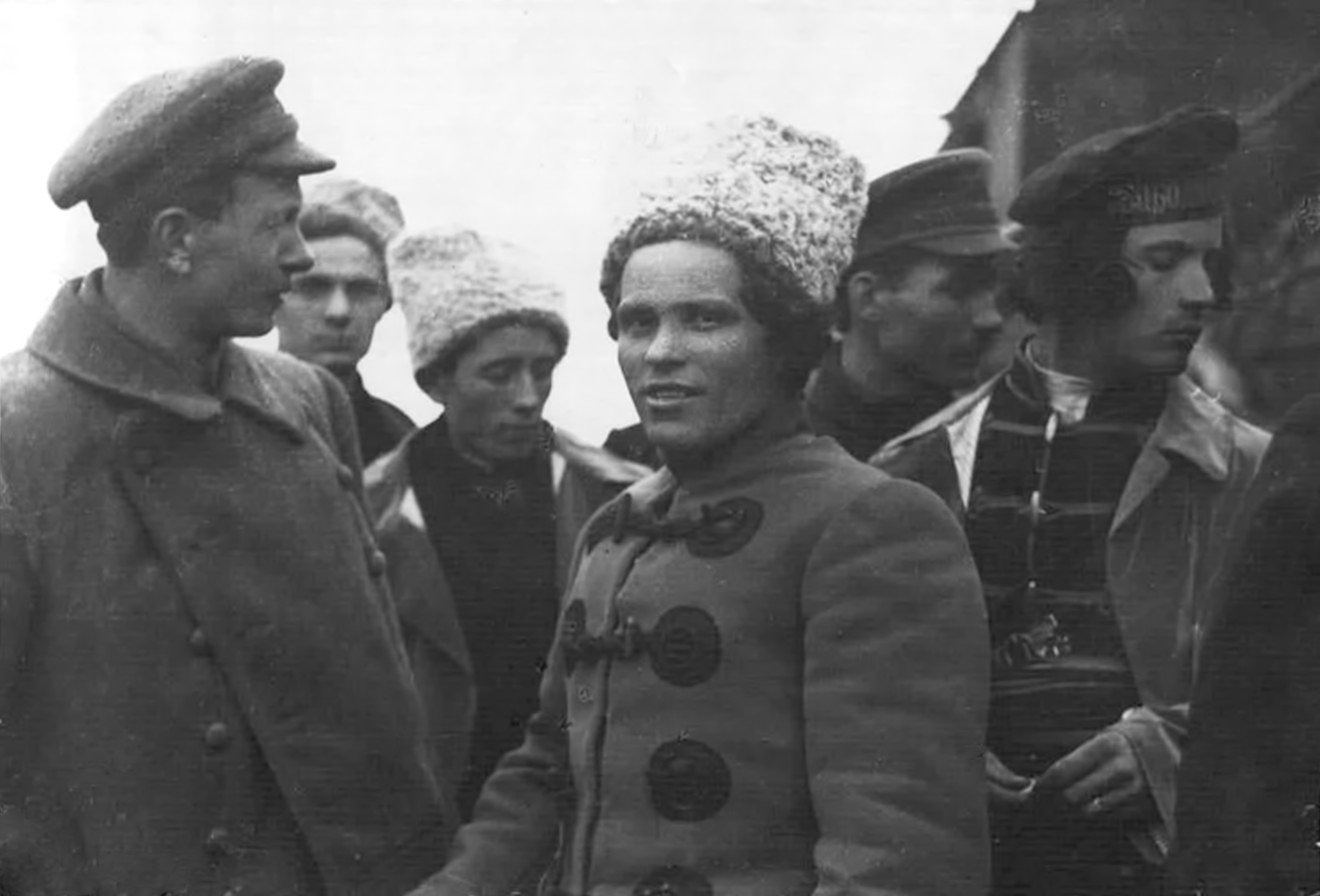
Makhno(centro), cercada por outros integrantes do Exército Insurgente

### Agitações políticas contra o regime de partido único
| Movimentos Anti-stalinistas (ver: Anticomunismo)                                            |                       | |
| Húngara                                                                                     | 1956                  | Revolta popular contra o governo stalinista da República da Hungria, imposta pela URSS. De 23 de outubro - 10 de novembro testemunhou uma estrada para alternativa para o socialismo, caracterizada pela formação de conselhos revolucionários, reconhecida pelo governo de Imre Nagy como órgãos do poder local, a dissolução da polícia política, o reconhecimento das liberdades políticas, um sistema multipartidário e retirada do Pacto de Varsóvia. Foi reprimido militarmente por uma invasão soviética. |
| Outubro polaco                                                                              | 1956                  | O Outubro de 1956, refere-se à mudança no cenário nacional político polonês no segundo semestre de 1956. Alguns cientistas sociais poloneses a designam como a Revolução de Outubro, que, embora tenha sido menos dramática do que a Revolução Húngara de 1956, pode ter tido um impacto mais profundo no Bloco de Leste. Os acontecimentos que se seguiram resultaram na tomada do poder pela facção reformista, liderada por Władysław Gomułka. |
| Primavera de Praga                                                                          | 1968                  | Grandes manifestações por mudança política visando desestalinizar o país. Também reprimida pelas tropas do Pacto de Varsóvia. A União Soviética, temendo a influência que uma Tchecoslováquia democrática e socialista, independente da influência soviética e com garantias de liberdades à sociedade, pudesse passar às nações socialistas e às "democracias populares", mandou tanques do Pacto de Varsóvia invadirem a capital Praga em 21 de Agosto de 1968. Alexander Dubček foi detido por soldados soviéticos e levado a Moscou. Na cidade de Praga a população reagiu a invasão soviética de forma não violenta, desnorteando as tropas (ver: Império Soviético e Ocupações soviéticas). |
| Protesto na Praça da Paz Celestial                                                          | 1989                  | Série de protestos e greves organizados por estudantes e trabalhadores na República Popular da China, em favor do socialismo, que ocorreu entre 15 de Abril e 4 de junho de 1989 para pedir reformas, incluindo a liberdade de expressão e de protesto contra a criação progressiva de um economia de mercado começou em 1978 por Deng Xiaoping. |
| Queda dos regimes de partido único nos países satélites da União Soviética (Bloco do Leste) |                       | |
| Polonesa                                                                                    | 1980                  | Movimentos sociais e sindicais como o Solidarność (em português: Solidariedade) e de setores ligados à Igreja Católica (o Papa era o polonês João Paulo II) fazem o Partido Comunista e os militares (General Jaruzeslki) introduzir reformas políticas e económicas. |
| Cantada                                                                                     | 1987-89               | Pacífica derrubada do regime de partido único e do governo de Partido Comunista em Estônia. |
| de 1989                                                                                     | 1989                  | Onda revolucionária nos países do chamado socialismo realmente existente na Europa Central e Oriental, sob um sistema de partido único e os regimes de tipo stalinista, também chamado de Outono das Nações, por paralelos com 1848. Destacou sua concordância com o bicentenário da Revolução Francesa. |
| Queda do Muro de Berlim                                                                     | 9 de Novembro de 1989 | Se deu após uma série de mudanças políticas associadas com a liberalização dos regimes políticos do Bloco Soviético, conforme sinalizada pela Doutrina Sinatra. Após várias semanas de distúrbios civis locais após o desgaste do poder político nas proximidades da Polônia e Hungria. Com a posição neutra de Mikhail Gorbachev, o governo da Alemanha Oriental anuncia em 9 de novembro de 1989 que todos os cidadãos poderiam visitar a Alemanha Ocidental e Berlim Ocidental. Multidões de alemães orientais cruzaram e subiram no muro, apoiado por alemães ocidentais. Ao longo das próximas semanas, um público eufórico e caçadores de souvenirs lascado pegavam partes do muro, depois os governos mais utilizados equipamentos industriais para remover a maioria do muro. A queda do Muro de Berlim, abriu o caminho para reunificação alemã. Foi formalmente celebrado em 3 de outubro de 1990. |
| De veludo                                                                                   | 1989                  | Derrubada pacífica de um sistema de partido único sob o governo do Partido Comunista na antiga Checoslováquia. |
| Romena                                                                                      | dezembro de 1989      | Queda e execução de Nicolae Ceausescu. |
| Democrática da Mongolia                                                                     | 1990                  | Movimento político, cujo objectivo era derrubar o regime de partido único da Partido Revolucionário do Povo Mongol. Ela terminou com a demissão do governo sem derramamento de sangue, e a criação de um regime semi-presidencial. |
| Processo de queda da União Soviética                                                        | 1985-1991             | O colapso da União Soviética, que o levou a se dissolver em uma infinidade de estados, começou no início de 1985. Após décadas de desenvolvimento militar soviética, o crescimento econômico estava em um impasse. Tentativas de reforma, uma economia estagnada e a retirada das tropas do Exército Vermelho no Afeganistão, devido aos altos custos. As reformas políticas e sociais profundas, realizada pelo último líder soviético, Mikhail Gorbatchev (glasnost e perestroika), criaram uma atmosfera de críticas abertas ao regime soviético. A queda drástica do preço do petróleo em 1985 e 1986, e a consequente falta de reservas internacionais nos anos seguintes à compra de grãos influenciou profundamente as ações da liderança soviética. Algumas das Repúblicas Socialistas Soviéticas começaram a resistir ao poder central, e as reformas levaram ao enfraquecimento. A abertura de comércio progressivamente esvaziou os cofres do país, podendo levá-lo para uma possível falência. A União Soviética entraria em colapso ao longo do ano de 1991 com a chegada de Boris Ieltsin ao poder após a fracassada tentativa de golpe de Estado na União Soviética em 1991 que tentou derrubar Gorbachev e reverter as suas reformas pela linha-dura. |
| Albanesa                                                                                    | 1991-92               | O sistema stalinista mais isolado (ele foi repudiado como "revisionistas" aos seus parceiros: a União Soviética e China) culminou com uma migração em massa. Por volta de 1990, mudanças em todos os lugares do bloco comunista começaram a influênciar o pensamento na Albânia, movimentos de greve extensa. O governo começou a procurar laços com o Ocidente para melhorar as condições econômicas no país. A Assembleia do Povo aprovou uma constituição interina em abril de 1991. Governos de curta duração introduziram reformas democráticas iniciais no decorrer de 1991. Em 1992, o vitorioso Partido Democrata sob o governo do presidente Sali Berisha começou um programa mais deliberado de reformas econômicas e democráticas. |
| Guerra dos Dez Dias                                                                         | 1991                  | Secessão da Eslovênia saindo da Iugoslávia. |
| Croata                                                                                      | 1991-95               | Secessão de Croácia saindo da Iugoslávia. |
| Sérvia                                                                                      | 2000                  | Queda de Slobodan Milosevic por causa da oposição interna após a derrota da Sérvia na Guerra na Iugoslávia, com a intervenção do OTAN. Então, Montenegro teve uma secessão pacífica. Continuam a existir situações de conflito na Bósnia e Herzegovina e Kosovo, com a presença militar internacional. |

#### Galeria

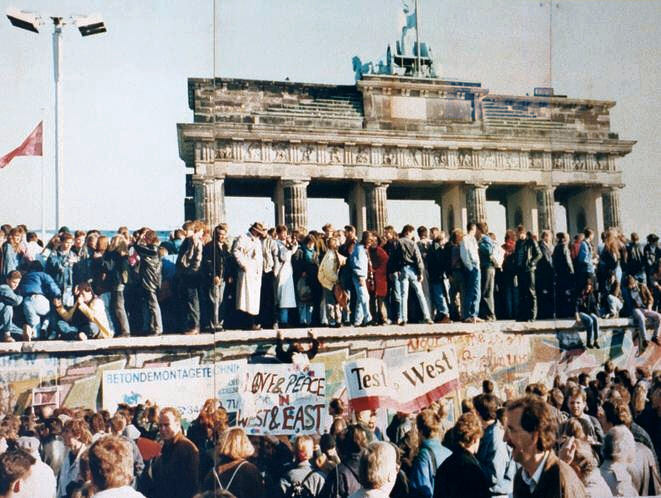
Alemães em pé em cima do muro, em 1989, que seria destruído no dia seguinte.
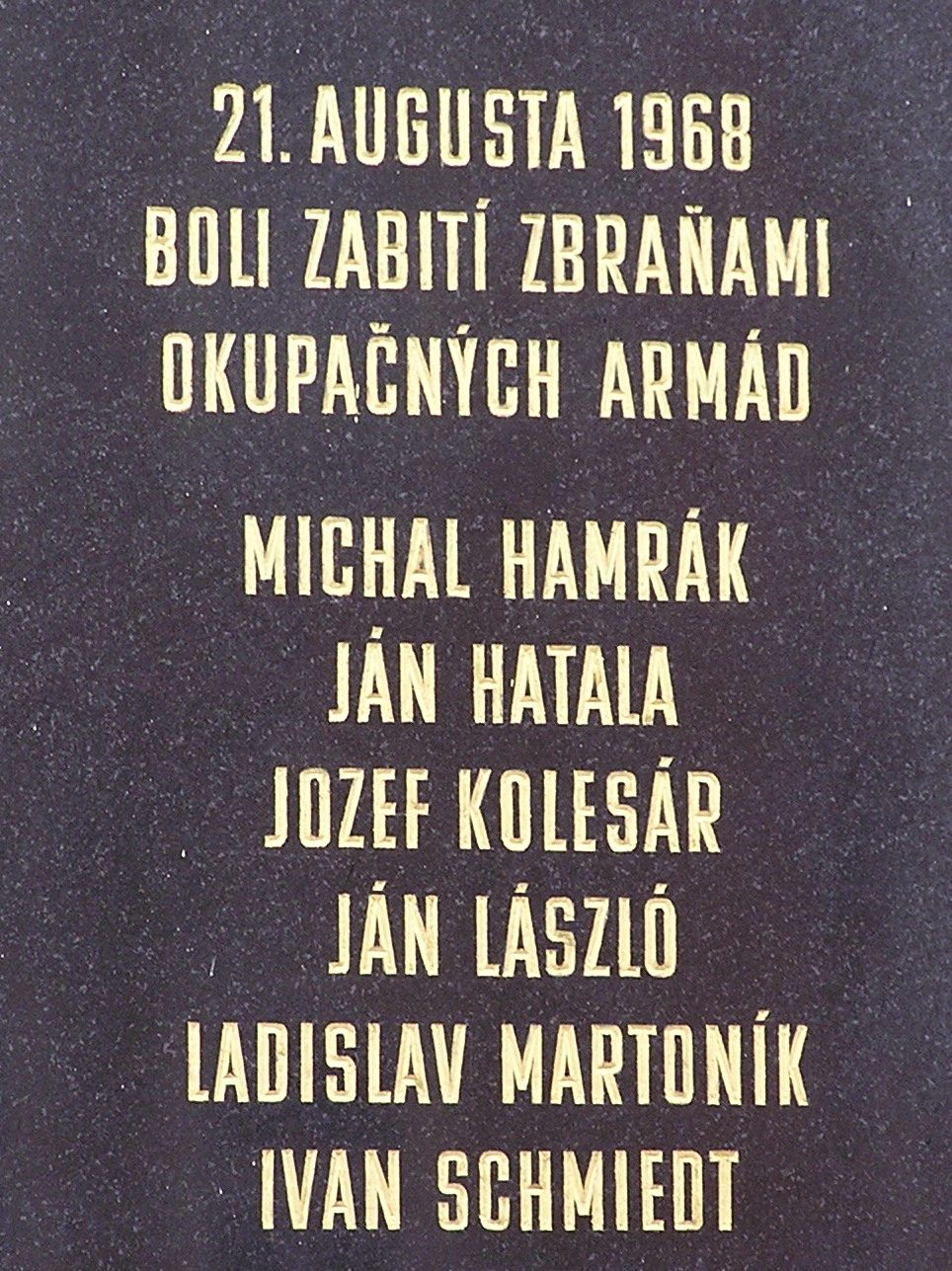
Memorial da Primavera de Praga
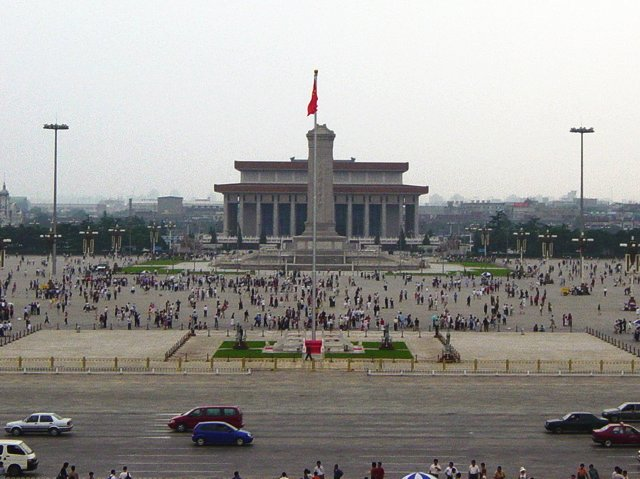
Praça de Tiananmen, onde ocorreram os manifestações.

##### Movimentos de massa que levaram a regimes fascistas
| Movimentos de massa que levou a regimes fascistas |           | |
| Itália fascista                                   | 1922-1943 | Os camisas negras liderados por Benito Mussolini enquadrada numa associação nacionalista chamada o Fasci di Combattimento tomaram o poder após a Marcha sobre Roma (27-29 de Outubro) transformando o Reino de Itália num Estado totalitário. |
| Revolução de 28 de Maio de 1926                   | 1926      | Foi um pronunciamento militar de cariz nacionalista e antiparlamentar que pôs termo à Primeira República Portuguesa, levando à implantação da Ditadura Militar, por fim transformada em Estado Novo. Consumado o triunfo do movimento, a 6 de Junho de 1926, na Avenida da Liberdade, em Lisboa, Gomes da Costa desfila à frente de 15 mil homens, sendo aclamado pelo povo da capital. |
| Alemanha nazista                                  | 1933-1945 | Os nazistas (nacional-socialistas, NSADP) liderados por Adolf Hitler ganham as eleições alemães de 1933, implantando progressivamente um regime totalitário (Terceiro Reich) similar ao fascismo italiano. |
| Franquismo                                        | 1936-1978 | O "alçamento nacional" (17-18 de julho), levante militar apoiado pelos setores sociais, econômicos e religiosos, provoca a Guerra Civil Espanhola (1936-1939). Dentro do bando nacional, que institui a unificação do Movimiento Nacional, mecanismo totalitário inspirado no fascismo, liderado pelo general Francisco Franco até sua morte em 1975. |
| França de Vichy                                   | 1940-1944 | Regime implantado em parte do território francês e em todo o império colonial francês, após a assinatura do armistício com a Alemanha Nazista, na Segunda Guerra Mundial, sob o nome oficial Estado francês (État Français), com uma série de mudanças constitucionais, que permitiu a democracia parlamentar e estabeleceu um regime autoritário, mostrando visível influência nazista, opondo-se às Forças Francesas Livres, baseadas inicialmente em Londres e depois em Argel, caracterizando assim um estado fantoche. |

#### Galeria

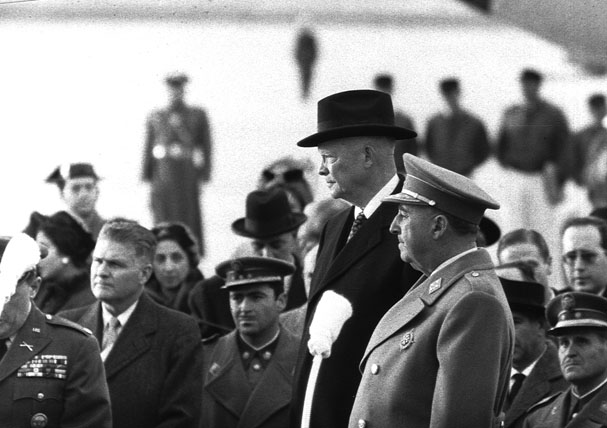
Francisco Franco e o presidente americano Dwight D.Eisenhower em Madri em 1959.

### Revoluções em outras áreas
| Revoluções culturais, intelectuais e filosóficas |                                                                                            |
| Revolução do século XII                          |                                                                                            |
| Renascimento                                     |                                                                                            |
| Científica                                       | Revolução copernicana, Revolução darwiniana, Revolução einsteniana e Revolução wegeneriana |
| Iluminismo                                       |                                                                                            |
| Invenção da imprensa                             |                                                                                            |
| Sexual                                           |                                                                                            |
| Revolução feminista                              |                                                                                            |
| Revoluções tecnológicas                          |                                                                                            |
| Neolítica                                        |                                                                                            |
| Verde                                            |                                                                                            |
| Industrial                                       | Primeira, Segunda e Terceira                                                               |
| Revolução técnico-científica                     |                                                                                            |
| Informática                                      |                                                                                            |

#### Galeria

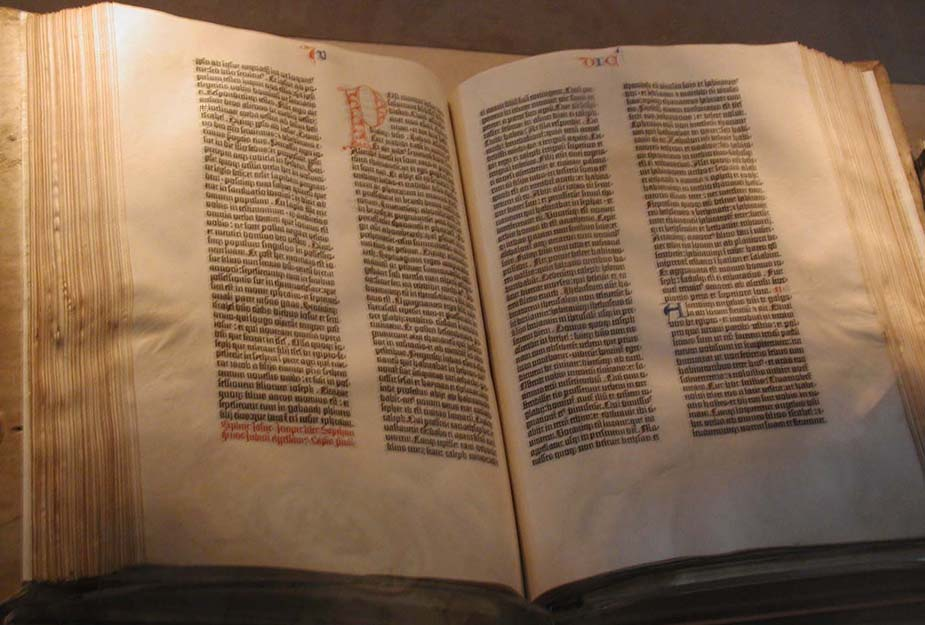
Um exemplar da Bíblia de Gutenberg na Biblioteca do Congresso em Washington D.C.
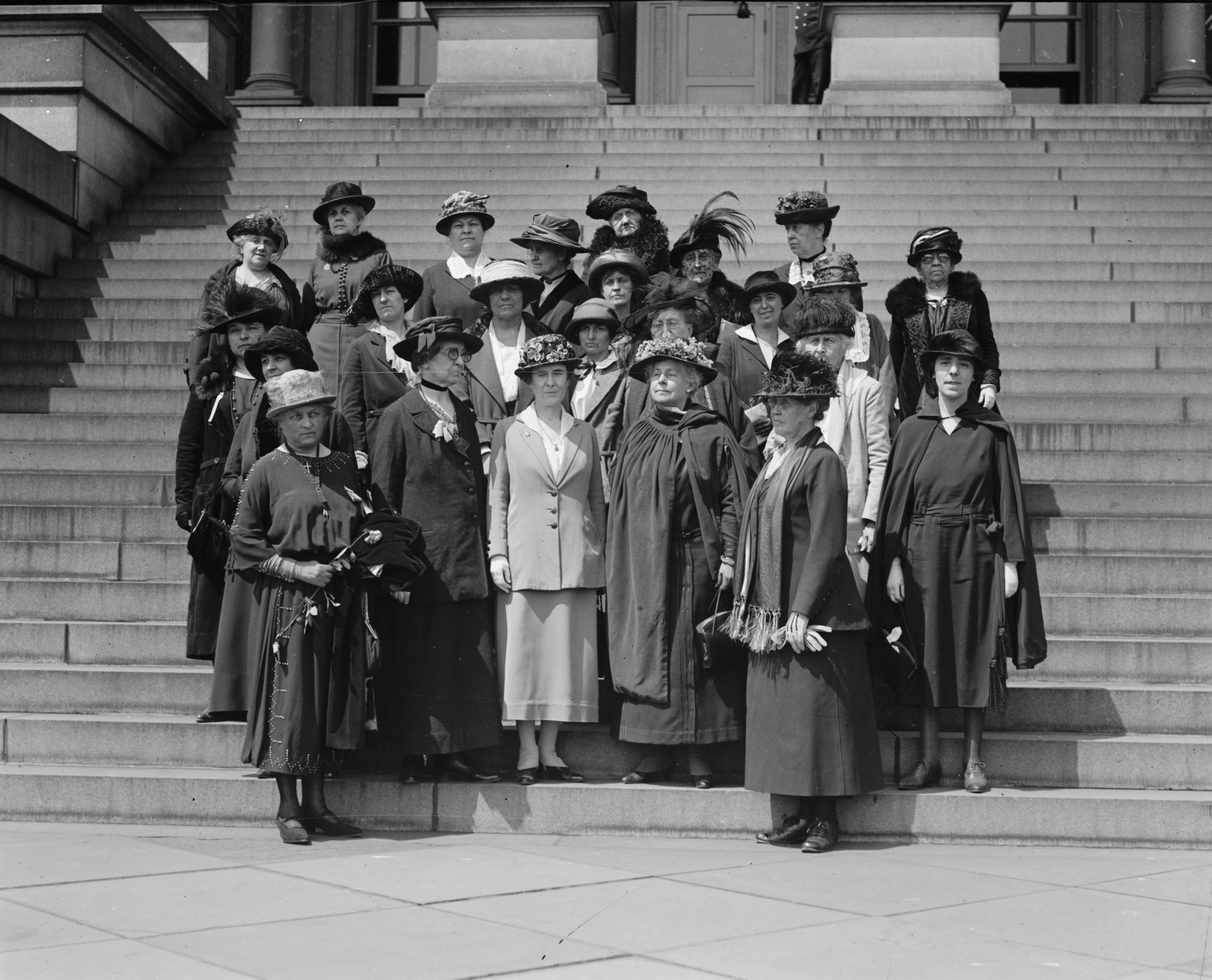
Membros da Women's International League for Peace and Freedom, em Washington, D.C., 1922.
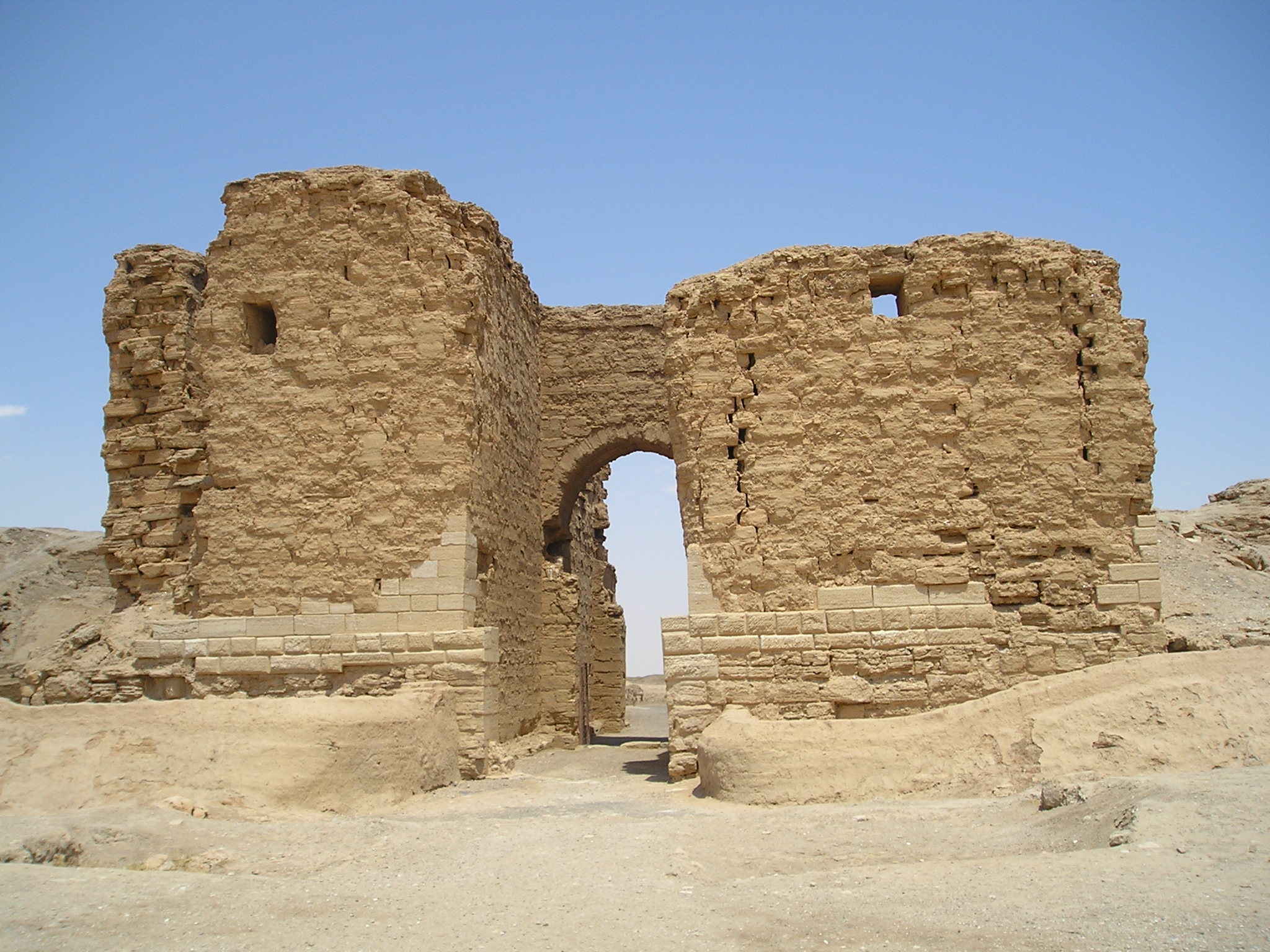
Situada na região onde atualmente está a Síria, a cidade de Doura Europo foi de suma importância para o comércio fluvial dos primeiros agricultores mesopotâmicos.
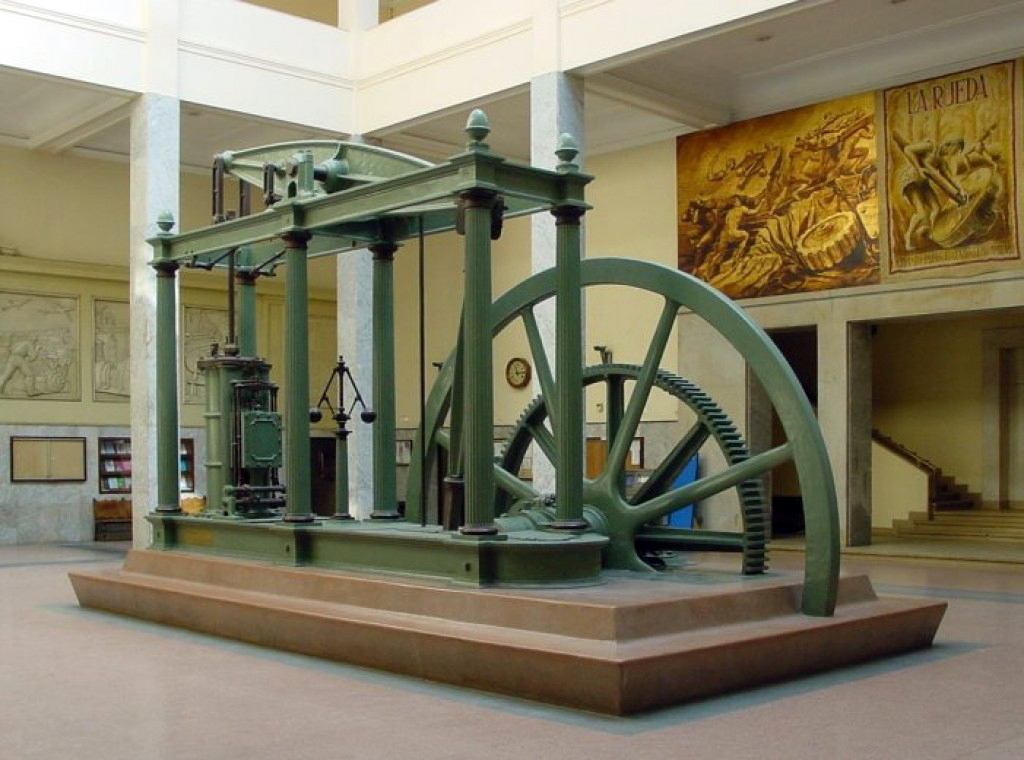
Uma máquina a vapor.
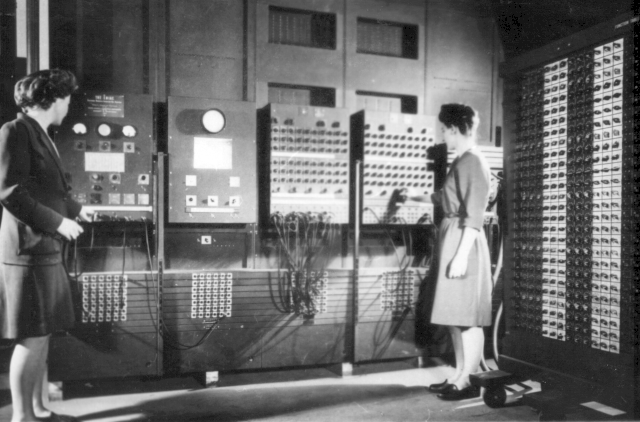
Duas mulheres operando o ENIAC (fotografia pertencente ao Exército dos E.U.A. - U.S. Army).

### Revoluções coloridas
| Revoluções coloridas |      | |
| Rosa                 | 2003 | Saída do poder de Eduard Shevardnadze na Geórgia |
| Laranja              | 2004 | Eleição de Víktor Yushchenko na Ucrânia. |
| das tulipas          | 2005 | Saída do governo de Askar Akayev no Quirguistão. |
| Branca               | 2006 | Falha tentativa de derrubar Alexander Lukashenko na Bielorrússia |
| Amarelo-Laranja      | 2007 | Uma série de protestos antigovernamentais iniciou-se em Myanmar (antiga Birmânia) em 15 de agosto de 2007, por todo o país, contra a degradação da economia e a situação difícil. Devido a participação de inúmeros monges budistas com suas tradicionais vestes nas manifestações, alguns repórteres se referem aos protestos como "Revolução Amarelo-Laranja". |

#### Galeria

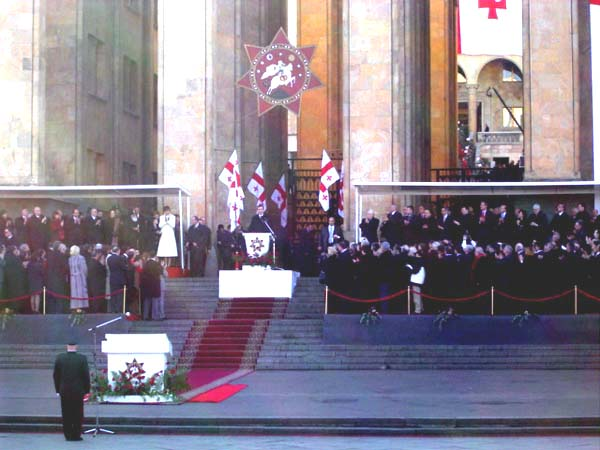
Posse de Saakaschwili na Geórgia.
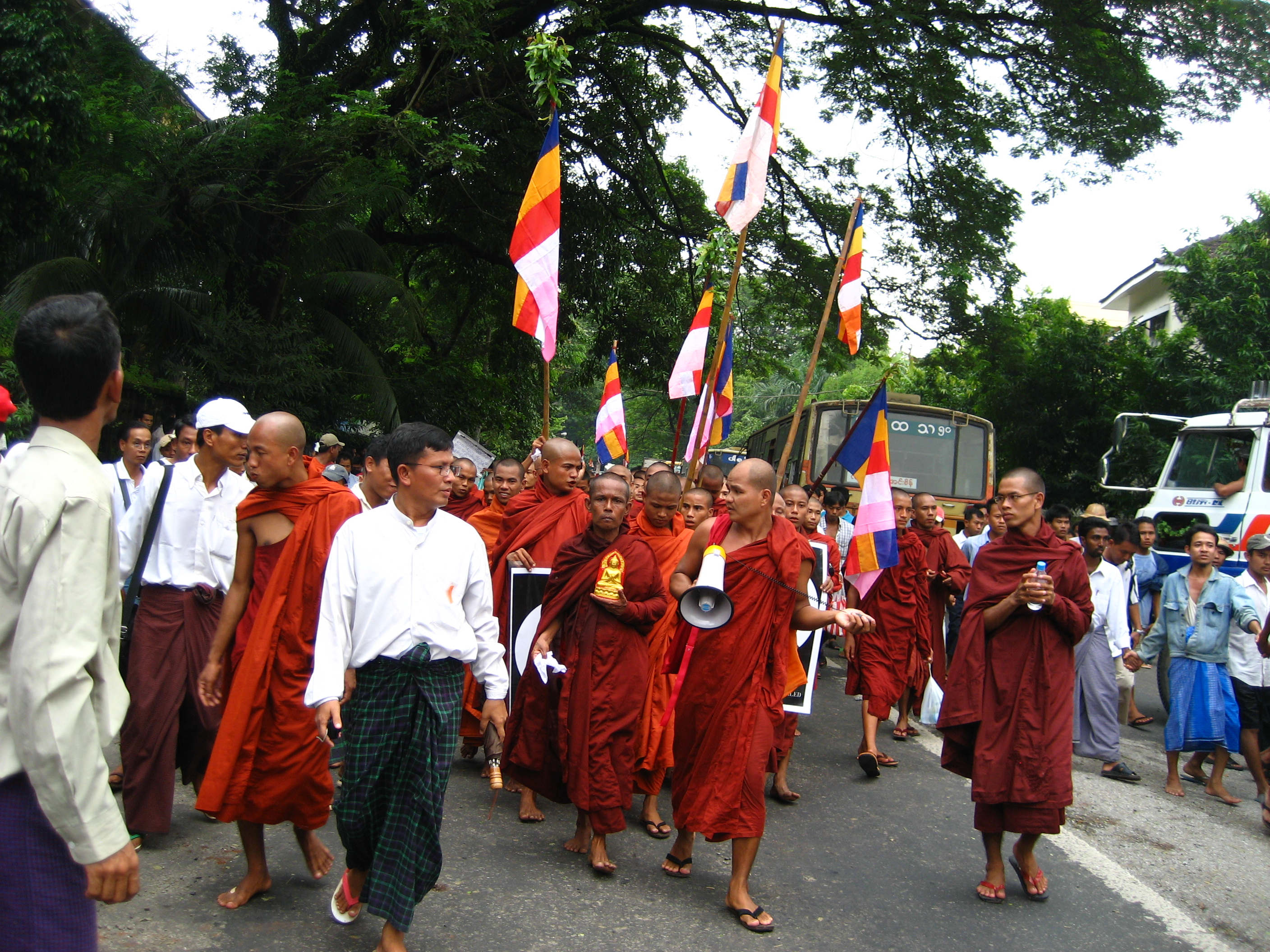
Protestos de monges budistas em Mianmar.

### As chamadas "revoluções" no Brasil
No Brasil tem-se o costume de denominar também de Revolução quaisquer movimentos, mais ou menos violentos, contra o poder estabelecido. De fato, para alguns, as chamadas "revoluções" brasileiras foram na verdade revoltas, rebeliões, quarteladas militares.
Alguns dos movimentos políticos, militares e convulsões sociais possuem conceitos divergentes e são refutados ou aceitos por estudiosos e testemunhas oculares, a exemplo do Golpe militar de 1964, que foi autodenominado pelos próprios militares de "Revolução de 1964".

#### Lista
| Fatos históricos                             |                | |
| Revolução Pernambucana                       | 1817           | Movimento separatista e republicano brasileiro que começou em Pernambuco e estendeu-se às províncias de Alagoas, Paraíba, Rio Grande do Norte e Ceará. O governo provisório durou apenas três meses. Os cabeças, entre eles Domingos José Martins, foram executados. |
| Revolução Farroupilha ou Guerra dos Farrapos | De 1835 a 1845 | Foi o nome dado para o conflito ocorrido no Rio Grande do Sul entre 1835 e 1845. Os protagonistas foram estancieiros republicanos separatistas, os Farroupilhas ou Farrapos (Separatistas) e os Caramurus (Imperialistas). A separação deu origem a República Rio-Grandense, por qual até hoje usa os símbolos de sua república na bandeira do Estado do Rio Grande do Sul. |
| Revolução de 1842                            | 1842           | Movimento de cunho liberal ocorrido nas províncias de São Paulo e Minas Gerais. O Partido Liberal fez sua eclosão depois que D. Pedro II dissolveu a Assembleia Geral. Os rebeldes foram vencidos na batalha de Santa Luzia. |
| Revolução Praieira                           | 1848           | Este foi um movimento nativista e federalista. Ocorreu entre 1848 e 1849 na cidade de Olinda, Pernambuco, a partir das rivalidades entre os partidos Liberal e Conservador. Alguns autores não classificam o movimento como revolucionário. |
| Revolução Federalista                        | De 1893 a 1895 | Este foi um dos mais sangrentos conflitos ocorridos no Rio Grande do Sul. Durou de 1893 a 1895. A luta foi entre os pica-paus e maragatos, respectivamente adversários e defensores da autonomia estadual. |
| Revolução Acreana                            | De 1902 a 1903 | Movimento de libertação do Estado do Acre do domínio boliviano. Os seus protagonistas foram José Plácido de Castro, combatente, e o Barão do Rio Branco, estadista. |
| Revolução do Juazeiro                        | 1914           | Foi um movimento popular ocorrido em 1914 no Ceará, inspirado no padre Cícero. Derrubou o governador Marcos Rabelo, o que levou à intervenção federal de Fernando Setembrino de Carvalho. Diversos autores consideram o movimento como uma revolta. |
| Revolução Libertadora                        | 1923           | Foi um movimento federalista ocorrido em 1923 no Rio Grande do Sul. Combateu o positivista Borges de Medeiros, seguidor de Júlio de Castilhos. Alguns autores consideram este evento como um movimento revolucionário. |
| Coluna Miguel Costa-Prestes                  | 1924           | Foi um movimento revolucionário de apoio à revolta Paulista de 1924, que exigia mudanças políticas e sociais, sobretudo no sistema eleitoral. Entre seus líderes estava Luís Carlos Prestes. Este movimento somou-se ao do ano anterior ganhando em magnitude e violência.                                                                                                  |
| Revolução de 1924                            | 1924           | Movimento que eclodiu em São Paulo contra o Partido Republicano Paulista, liderado pelo general Isidoro Dias Lopes, com a participação majoritária de tenentes. A retirada ante a ofensiva do governo originou a divisão Miguel Costa, e a seguir a coluna Prestes. Este movimento se tornou uma revolução de alcance nacional.                                             |
| Revolução de 1930                            | 1930           | Foi desencadeado em Porto Alegre, sob a liderança de Getúlio Vargas, com o objetivo de derrubar o presidente Washington Luís e impedir a posse de seu sucessor Júlio Prestes. Num crescendo constante o Brasil ante movimentos revolucionários sucessivos e complementares foi se agitando cada vez mais. Aí já era clara a bipolarização ideológica.                       |
| Revolução de 1932                            | 1932           | Também chamado de Revolução Constitucionalista de 1932, ou Guerra Paulista. Foi o movimento armado ocorrido no Estado de São Paulo, Brasil, entre os meses de julho e outubro de 1932, tendo por objetivo a derrubada do Governo Provisório de Getúlio Vargas e a promulgação de uma nova constituição para o Brasil.                                                       |
| Intentona Comunista                          | 1935           | Foi um movimento político-militar capitaneado por Luis Carlos Prestes contra o governo de Getúlio Vargas. |

#### Galeria

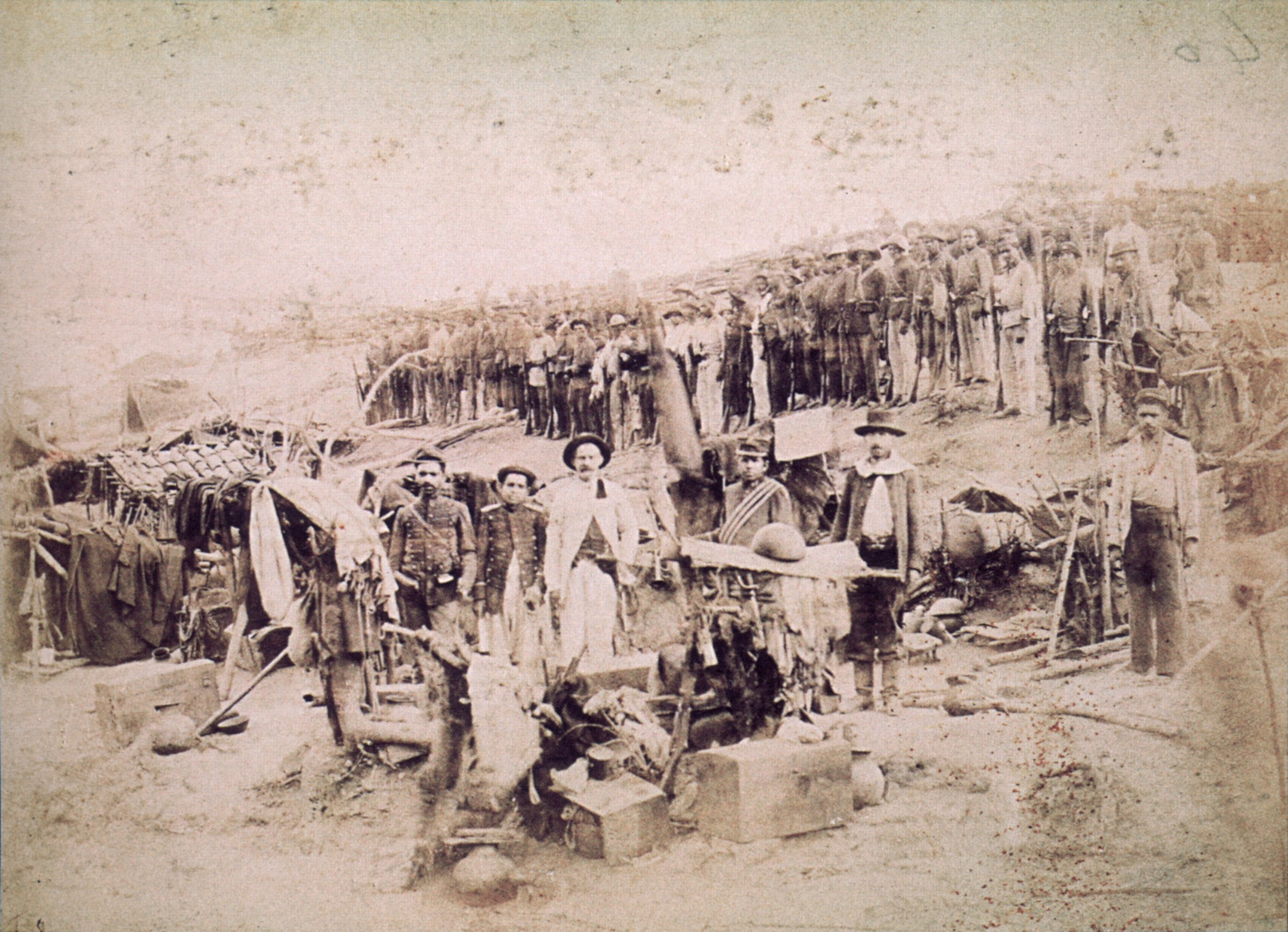
40º batalhão de infantaria durante a Guerra de Canudos.
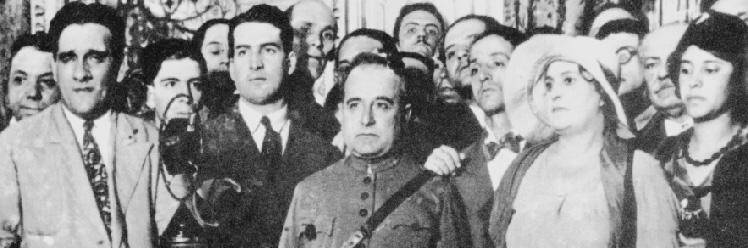
Getúlio Vargas no Palácio do Catete em 31 de outubro de 1930, alguns dias após a Revolução de 1930.
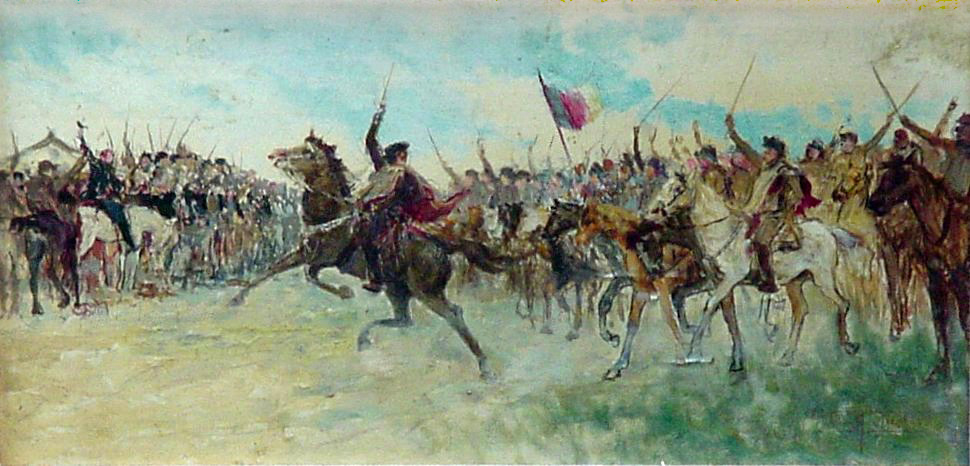
Proclamação da República Piratini, 1915, por Antônio Parreiras.
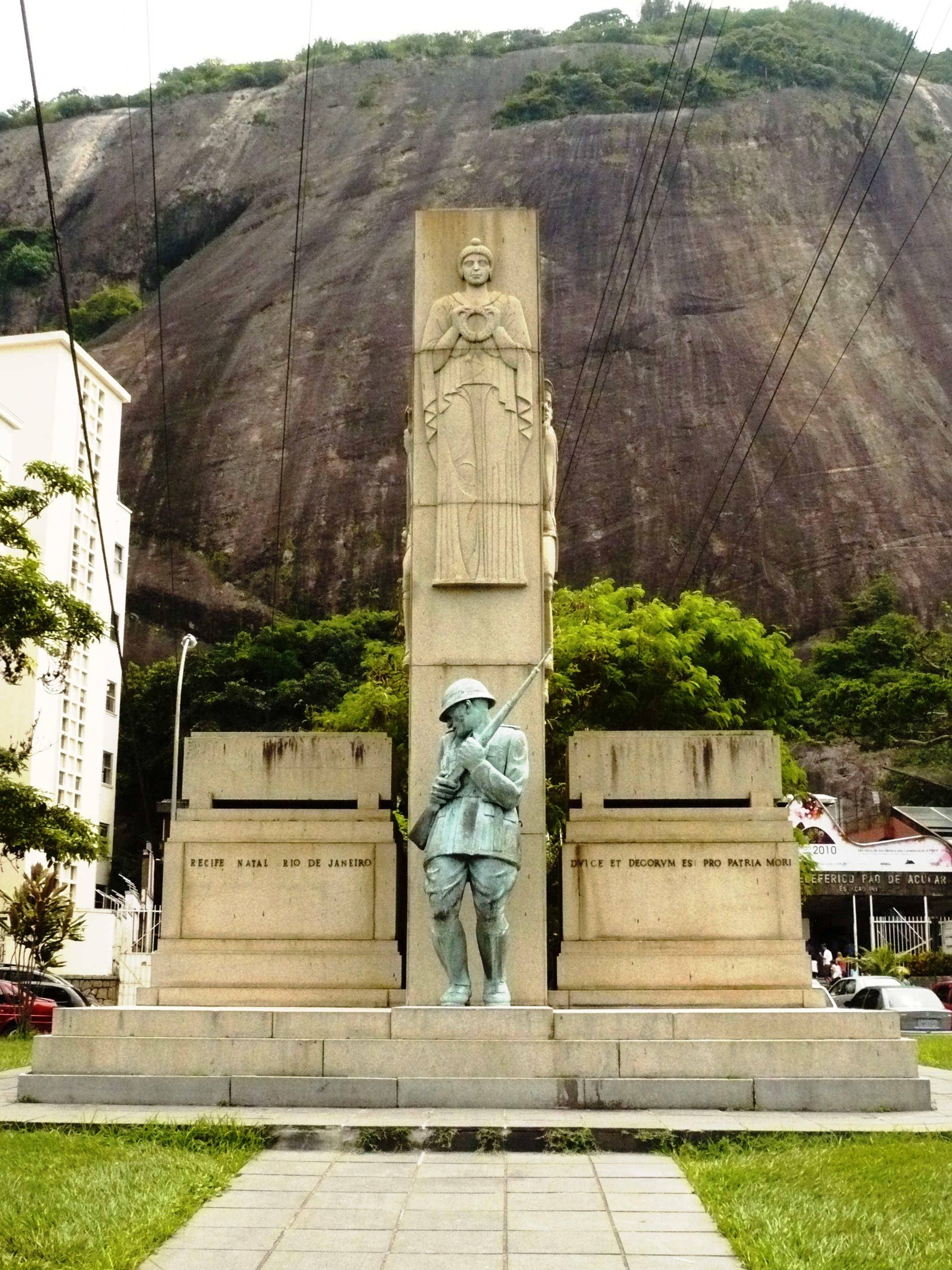
Monumento aos soldados mortos durante a Intentona Comunista, localizado na Praia Vermelha no bairro da Urca, Rio de Janeiro.
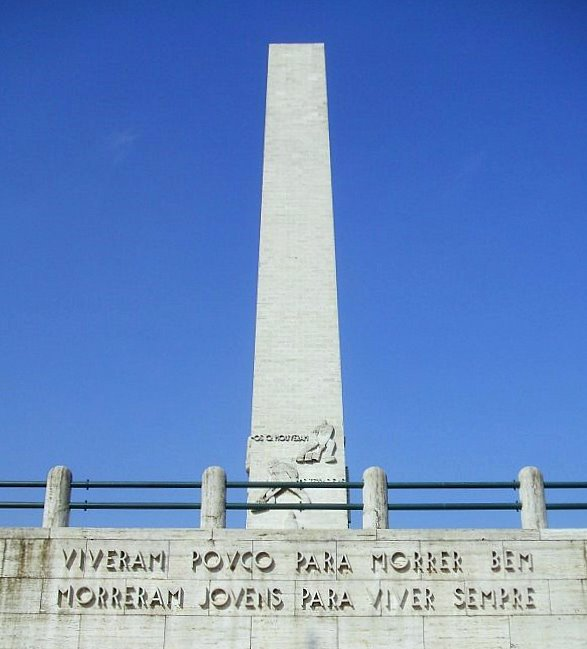
Obelisco e mausoléu construído no Parque do Ibirapuera em São Paulo em honra a Revolução de 1932.

### Revoluções em Portugal
| Fatos históricos                                               |                     | |
| Revolução Liberal de 1820                                      | 1820                | Foi um movimento de cunho liberalista e que acarretou consequências, tanto na História de Portugal quanto na do Brasil. |
| Proclamação da República Portuguesa                            | 1910                | Deu-se em natural sequência da acção doutrinária e política que, desde a criação do Partido Republicano, em 1876, vinha sendo desenvolvida por este partido, cujo objectivo primário cedo foi o da simples substituição do regime. Ao fazer depender o renascimento nacional do fim da monarquia o Partido Republicano punha a questão do regime acima de qualquer outra. Ao canalizar toda a sua acção política para esse objectivo o partido simplificava grandemente o seu fim último, pois obtinha ao mesmo tempo três resultados: demarcava-se do Partido Socialista, que defendia a colaboração com o regime em troca de regalias para a classe operária; polarizava em torno de si a simpatia de todos os descontentes; e adquiria uma maior coesão interna, esbatendo quaisquer divergências ideológicas entre os seus membros. |
| Revolução de 28 de Maio de 1926 ou Golpe de 28 de Maio de 1926 | 1926                | Também conhecido pelos seu herdeiros do Estado Novo por Revolução Nacional, foi um pronunciamento militar de cariz nacionalista e antiparlamentar que pôs termo à Primeira República Portuguesa, levando à implantação da auto-denominada Ditadura Nacional, depois transformada, após a aprovação da Constituição de 1933, em Estado Novo, regime que se manteve no poder em Portugal até à Revolução dos Cravos de 25 de Abril de 1974. |
| Revolução dos Cravos                                           | 25 de Abril de 1974 | É o nome dado ao golpe de estado militar que derrubou, num só dia, sem grande resistência das forças leais ao governo - que cederam perante a revolta das forças armadas - o regime político que vigorava em Portugal desde 1933. O levantamento, também conhecido pelos portugueses como 25 de Abril, foi conduzido em 1974 pelos oficiais intermédios da hierarquia militar (o MFA), na sua maior parte capitães que tinham participado na Guerra Colonial. Considera-se, em termos gerais, que esta revolução trouxe a liberdade ao povo português (denominando-se "Dia da Liberdade" o feriado instituído em Portugal para comemorar a revolução). |

#### Galeria

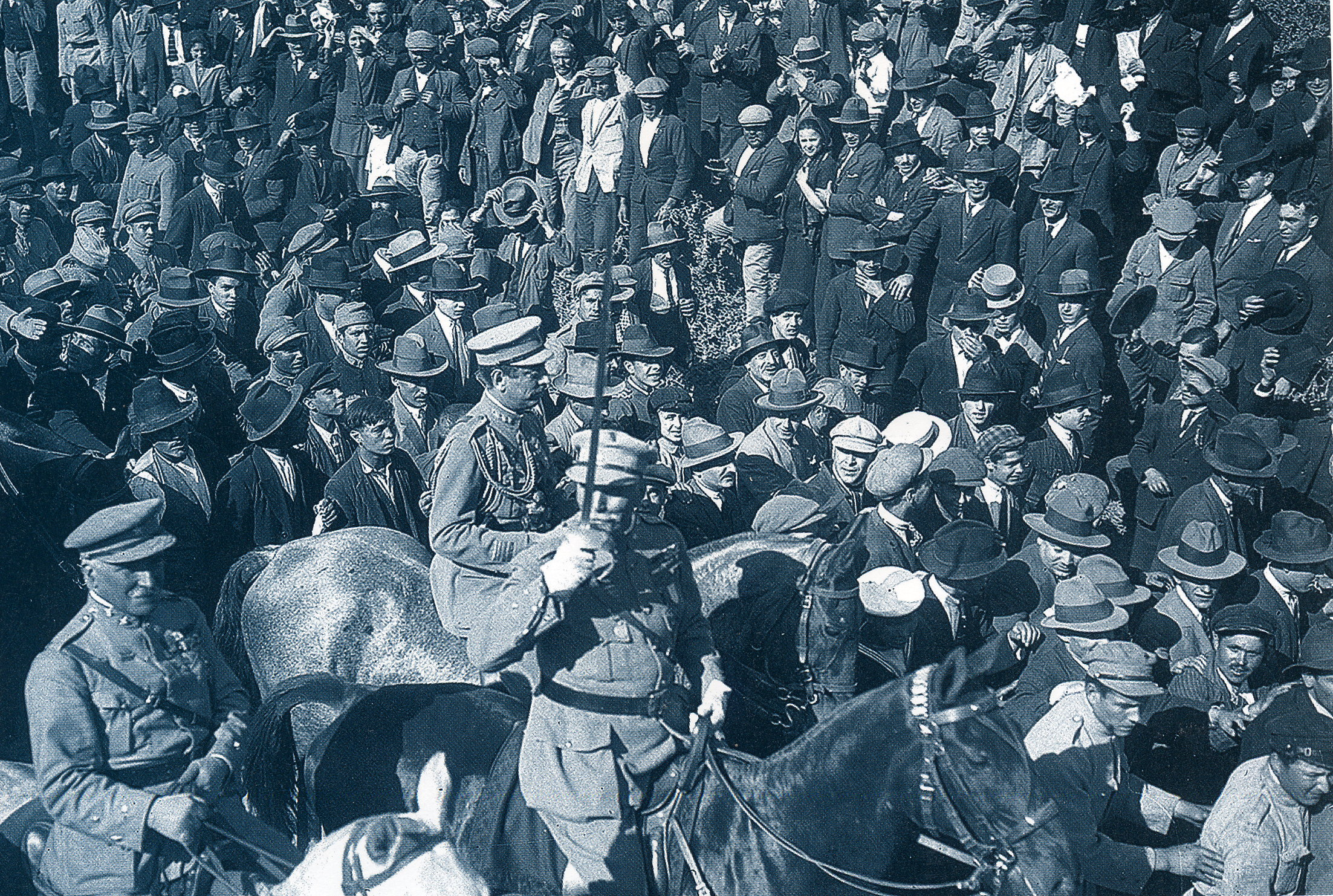
Gomes da Costa e as suas tropas desfilam vitoriosos em Lisboa (6 de Junho de 1926), no fato histórico que ficou conhecido como Revolução de 28 de Maio de 1926.
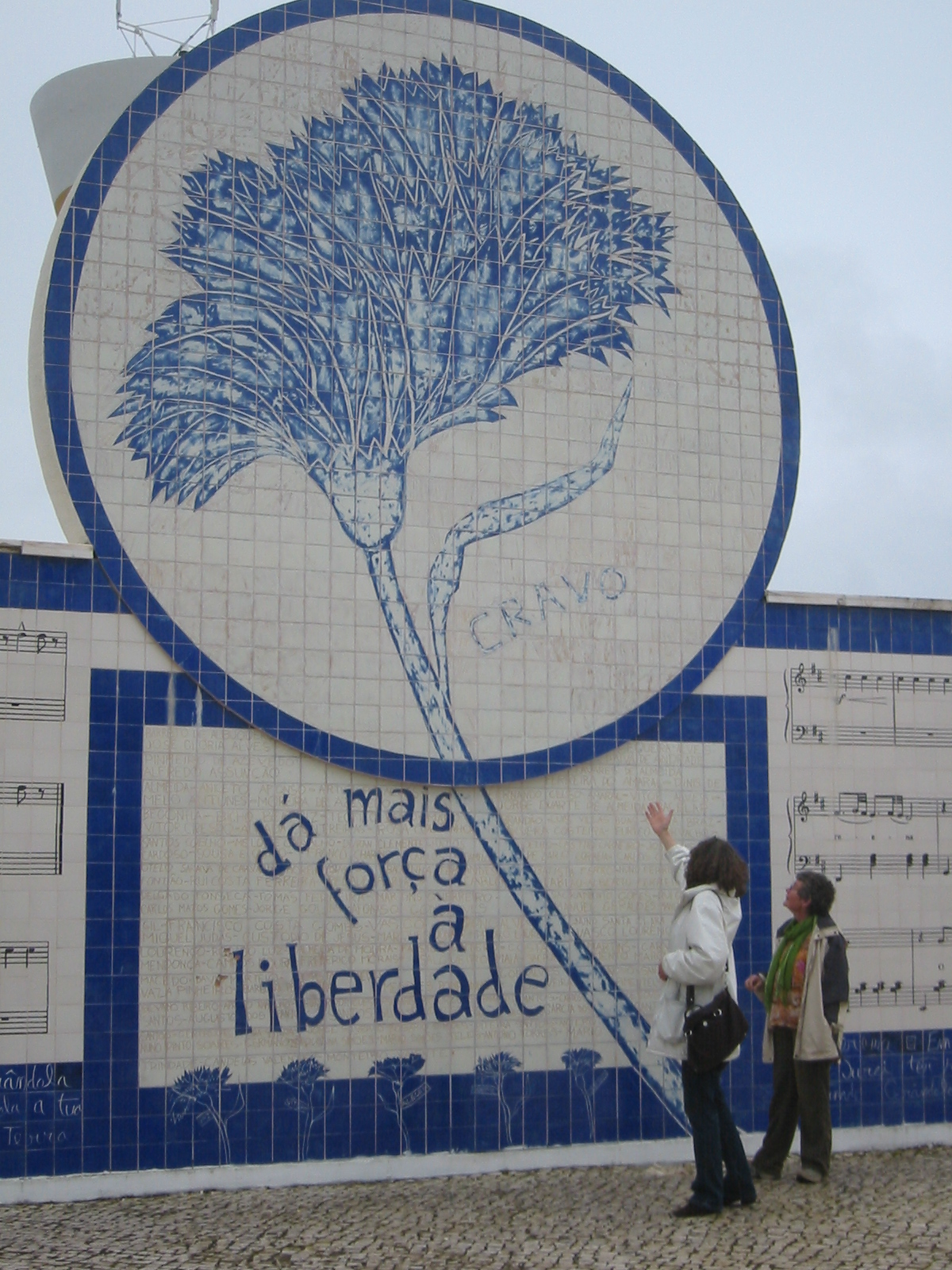
Monumento em Grândola.